# 国鉄80系電車
国鉄80系電車（こくてつ80けいでんしゃ）は、1950年に登場した日本国有鉄道（国鉄）の長距離列車用電車形式群の総称である。

## 概要
「湘南電車」と呼ばれる車両の初代に該当する。太平洋戦争後、東海道本線東京地区普通列車のラッシュ輸送対策として電気機関車が牽引する客車列車の運用置換えを目的に、当初から長大編成での組成を前提として開発・設計された。
これ以前、鉄道省や運輸省時代までの国有鉄道は、客車列車を輸送の本流として扱い、電車は大都市圏の短距離輸送に重点を置く補助的な存在と捉えていたが、日本国有鉄道（国鉄）の発足に伴い、100 kmを超える長距離輸送に本格投入した最初の電車であり、走行性能で電気機関車が牽引する客車列車を大きく凌駕し、居住性も大きく改善された。電車が長距離大量輸送に耐えうることを国鉄において実証し、その基本構想は後年の電車特急や東海道新幹線の実現にまで影響を及ぼした。
メカニズム面では基本的に国鉄が大正時代から蓄積してきた伝統的設計の流れを継承するが、内容は大幅な強化・刷新が図られ、1950年代に続いて開発された70系電車・72系電車全金属車体車とともに「国鉄における吊り掛け駆動方式旧形電車の集大成」と評すべき存在となった。
1950年（昭和25年）1月から1958年（昭和33年）4月までの8年間にわたり、大小の改良を重ねつつ合計652両が製造され、普通列車・準急列車用として本州各地の直流電化区間で広く運用されたが、1983年（昭和58年）までに営業運転を終了し、保存予定で車籍が残っていた1両を除いては1984年（昭和59年）に形式消滅した。

## 開発の経緯

### 戦前
東海道における長距離電車運転は、鉄道省時代の大正後期に横浜 - 国府津間電化が計画され、完成時には2扉セミクロスシートで木造車のデハ43200系電車の新製投入が計画された。しかし計画途上の1923年に関東大震災が発生し、落成済みの車両は被災車の代替のためデハ43200形は3扉ロングシートの通勤車デハ63100形に改造、中間組込み予定のサロ43100形は京浜線に転用されたため、東海道線での電車運転計画は計画は断念された。
一方で電車による長距離運転は、1930年から横須賀線東京 - 横須賀間約68 kmにおいて、従来の客車列車置換えで実施された。この施策は、速度向上やラッシュ対策の実績をあげ、翌1931年からは長距離対応型の2扉クロスシート車32系電車（モハ32・サハ48・サロ45・サロハ46・クハ47形）を新たに投入。2等車（現在：グリーン車）を含んだ編成で居住性を大きく改善した。
しかし電車化の本命とされた東海道の普通列車では、横須賀線より長距離運行系統という事情もあり、太平洋戦争後まで長年にわたり電気機関車牽引列車で運行されることになった。

### 計画
終戦後の混乱期における輸送事情逼迫は極めて著しく、東海道線東京地区についても横須賀線と同様に加減速性能・高速性能の優れた電車を投入し、高頻度運行で激増する輸送需要に対応しなければならない状況に至った。
東海道本線電化は、1934年の丹那トンネル開通時点で東京から沼津までが完成しており、1946年時点の国鉄はこの約126 kmの区間で普通列車電車化を計画した。国鉄は戦時中より運輸省の所管となっていたが、戦後の1949年に公共企業体「日本国有鉄道」となった。
しかし当時、連合国軍の占領下で日本の鉄道政策を掌握した連合国軍最高司令官総司令部 (GHQ) 第3鉄道輸送司令部 (MRS) は、アメリカ合衆国のインターアーバン（都市間電車）ではすでに衰退が始まっていた事例から、100kmを超える長距離区間の長大編成電車列車による高頻度運行には懐疑的であった。また設備投資抑制が図られていたこともあり、本計画が必要とする新製車両の定数充足を認めようとしなかった。
国鉄は、上述した障害の中で製造許可を得るために、東海道線電車についても「横須賀線程度の短距離運転」という名目でひとまず計画をスタートさせ、後から距離を延長して所期の目的を達成するという策略を用い、ようやく本計画に係る予算を承認させた。

### 設計・開発
島秀雄工作局局長（当時）主導の旅客車開発グループの手により、比較的長時間にわたる乗車と高速運転を配慮した構造を念頭に置いた国鉄初の本格的長距離電車として設計・開発が行われた。実績のある既存技術に加え、鉄道技術研究所において研究が進められていた新たな各種技術の導入もふんだんに求められた。
本系列開発以前の日本では、電車は路面電車からスタートした経緯もあって短編成運転が原則で、国鉄・私鉄を問わず運用上の小回りが利くように「電動車はすべて運転台付き」とされていたが、長大編成が前提となる本系列は「電動車は中間車のみとし、先頭車は制御機能に徹する」中間電動車方式を採用し、乗り心地やコスト面における改善を実現した。台車はコロ軸受の採用や高速台車振動研究会の研究成果を取り入れた新設計の段階的な導入により乗り心地と高速走行時の振動特性の改善が図られた。さらにブレーキ制御は在来の自動空気ブレーキに電磁弁を加え後部車での応答遅延を最小限に抑えることで、当時の電車としては未曾有の長大編成となる16両編成運転を可能とした。また大出力モーター搭載の長所を活かし、当初は編成内MT比（電動車と付随車の比率）を「2:3」とする経済編成を基本とした。
高速型台車や中継弁・電磁給排弁付自動空気ブレーキなどを除けば、関西私鉄各社の戦前型電車に比較してもスペック自体は優位ではないが、それらの技術開発成果や影響も散見される。
- 新京阪鉄道・阪和電気鉄道・参宮急行電鉄・阪神急行電鉄などの関西私鉄では1930年代中期までに、6両以上の長大編成や最高速度100 km/h超の高速性能を計画。複雑精緻なU自在弁による長大編成用自動空気ブレーキ（Uブレーキ）[注釈 6]・比較的多段の自動加速制御器[注釈 7]・大出力主電動機[注釈 8]など本系列を凌駕する高度な機器[注釈 9]を大量導入している。

本系列の真の革新性は大局的な背景から捉えるべきものである。技術面では大量増備を考慮してコストを抑制した経済的かつ堅実な選択も見受けられるが、全体では既成概念を覆す大規模な総合システムとして現実に成立させ、なおかつ集中的に運用したことに意義があった。

### 初期故障
営業開始前試運転では1950年2月9日に車両火災焼失事故が発生した。営業運転開始後も当初は初期故障が頻発・世間から湘南電車をもじった「遭難電車」などの不名誉な呼ばれ方もされたが、各機器の改良や設計見直しによる故障解消ならびに性能安定化が得られ、客車並みの設備と乗り心地とスピードアップ効果から徐々に利用者の支持を得た。

## 構造

### 車体

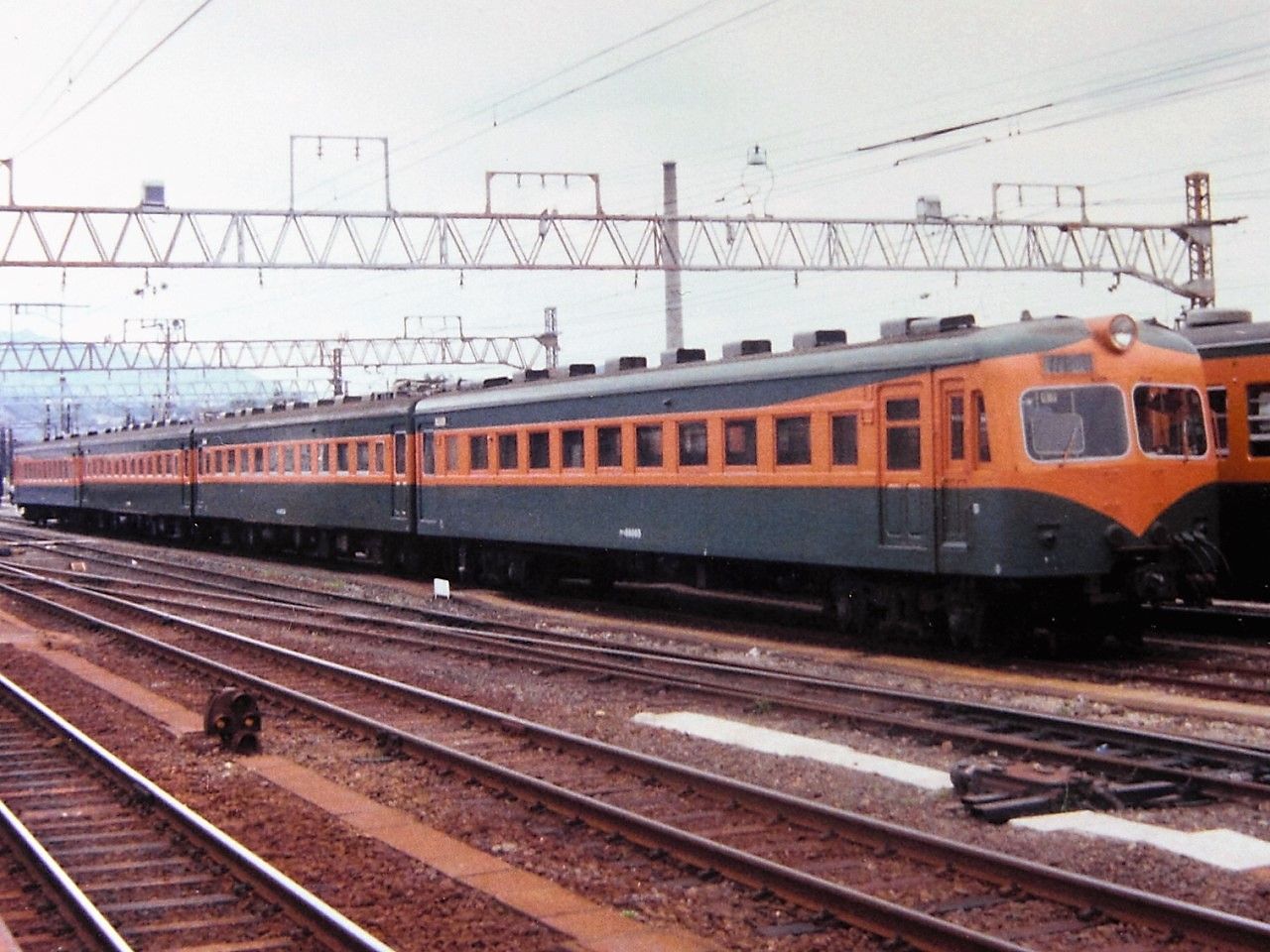
クハ86065（先頭）
モハ80形200番台（中間2両）
クハ86形300番台（最後尾）。
300番台は窓下の塗り分けの境界線が1段下がっている。

基本的共通事項として、乗降を円滑にするため3等車は1m、2等車サロ85形は700mm幅の片開き片側2ドア客用扉と車端部デッキを採用する。
初期の半鋼製車では窓の高さが客車や従来の電車よりも若干高い位置とされた。引き続き改良も実施されており、客室天井の通風器が初期車での大型砲金製風量調節機能付から、2次車では製造コスト低減のため皿形の簡素なものになるなどの変更点もある。客席屋上の通風器は製造期間中3回にわたって形状変更され、試作形通風器(モユニ81003・モユニ81004に取付)を含めると計5種類に分類できる。

#### 塗装

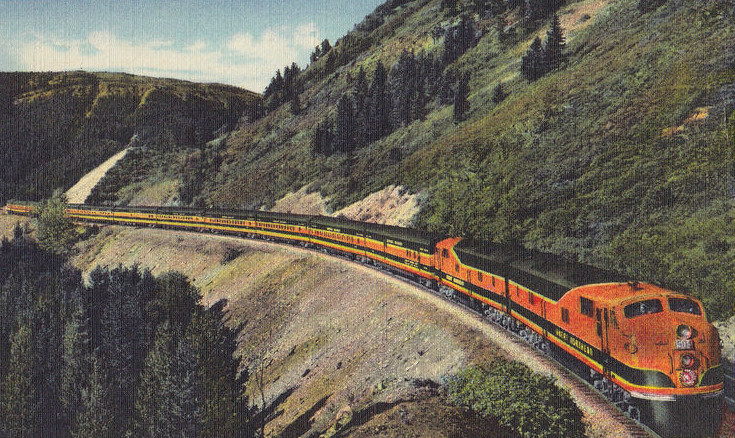
エンパイア・ビルダー

塗装は80系の宣伝に目立つ色かつ高速走行時の視認性向上を図ったオレンジ色を、またオレンジ色と調和して汚れの目立たない濃緑色を採用し、幕板と腰板・妻面は緑2号で、窓周りは黄かん色で塗り分けられた。この塗り分けは後に「湘南色」と通称されている。
当時の日本において斬新であったこの塗色は、「静岡県地方特産のミカンの実と葉にちなんだもの」と言われ、国鉄も後にはそのようにPRしている。しかし、実際にはアメリカのグレート・ノーザン鉄道の大陸横断列車「エンパイア・ビルダー」用車両の塗装にヒントを得て、警戒色も兼ねてこれに近い色合いを採用したことを開発に携わった国鉄技術者が証言している。
当初は窓周りが比較的濃い朱色であったが、評判が悪かったためにみかん色に変更した。ほかにも彩度や明度は、塗料退色が関係する耐久性の問題・時代・担当工場により、塗り分け線とともに幾度か変更されてきた。
尚、湘南色及び同時期に明色化された横須賀線電車の塗色採用過程での試験塗装として、1949年末頃に横須賀線で運用されていた32系モハ32028を使用し、電気側側面を湘南色(本採用された色とは若干色調が異なる)、空気側側面と正面をスカ色に塗装した実車試験が実施され、同車は一般乗客から「お化け電車」とあだ名された。

### 車内設備

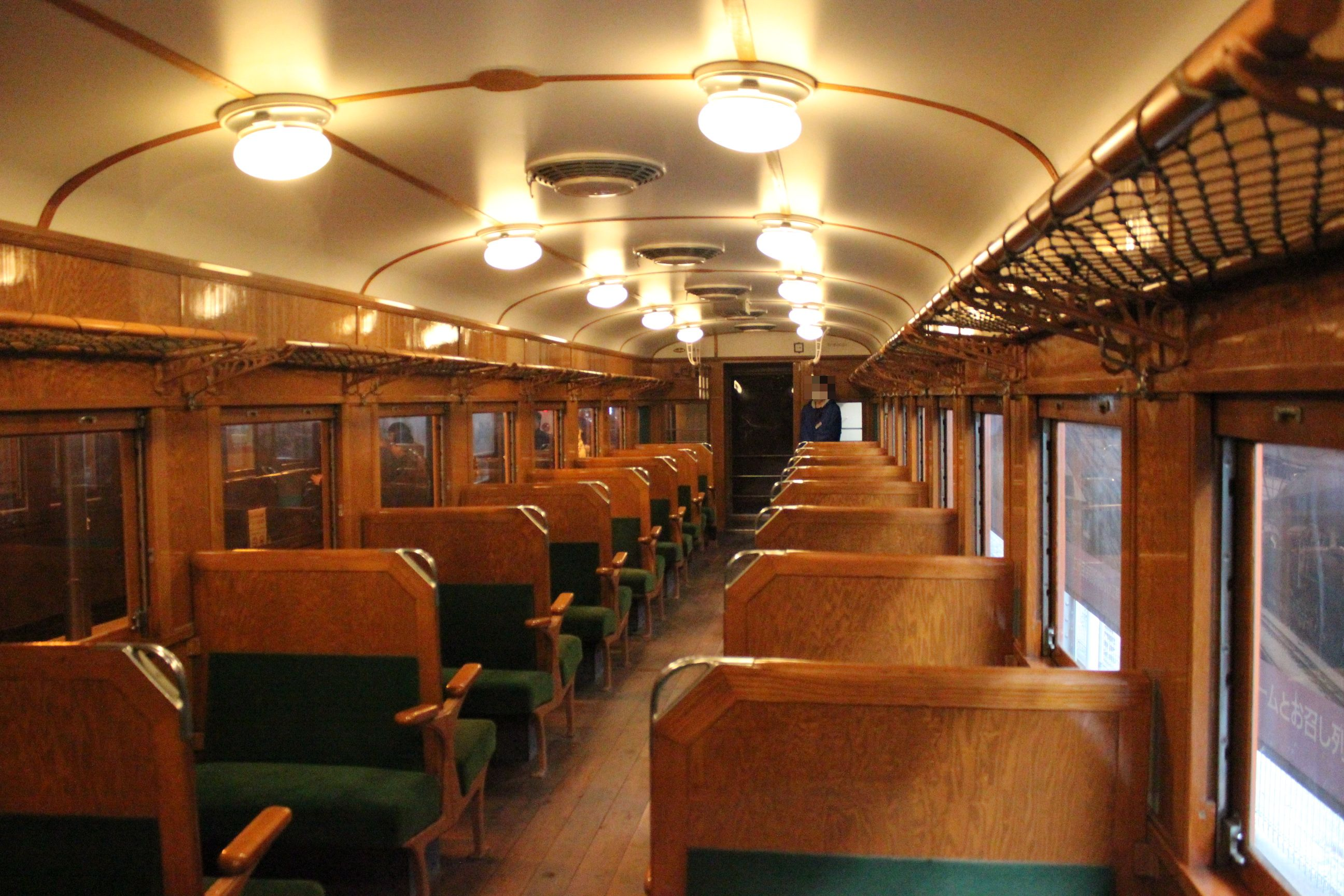
モハ80001の車内

客室内装も当初は戦前同様に木製で照明も白熱灯を採用。客車同様のクロスシート、両端のみ通勤利用も考慮しロングシートとし、座席下には電気暖房を搭載する。
- 32系・52系などの戦前製2扉形長距離電車でのデッキなしドア両側ロングシートと比較すると、より長距離での運用を意識した設計である。

クロスシートは座席のシートピッチ（前後間隔）を従来の客車より縮め、座席数を増やして定員を拡大するとともに通路幅を800mmに広げた。
- 初期車では有効空間を拡大するため座席背ずりの上半分にモケットが張られていなかったが（しかも物不足から不心得者がモケットを切り裂いて持ち去る風潮に対抗するため、当初は当時の「工」の字の国鉄マークを織り込んだ特製モケットを張っていた）、アコモデーションの面では不評で、2次車からは背ずり全体に（柄のない通常の）モケットを張る改善が実施された。

トイレはデッキ側から出入りする構造として客室との遮断を図り、臭気漏れ対策や他の乗客の視線を受けない配慮がなされた。また、従来の鉄道車両用トイレは床板に和式便器を埋め込み配管等は床上に露出した構造だったが、配管の破損や床の汚損が絶えなかったため階段状の段差を作り段上に和式便器を埋め込み、配管等は段の内側に隠す構造が初めて採用された。この様式は80系電車が嚆矢となり、一般家庭の和式トイレにまで採用されるようになった。本方式は、考案者である当時の島秀雄国鉄工作局長のイニシャルから当初S式便器と呼称した。
- 進駐軍関係者など外国人の利用を考慮し、サロ85形初期車では洋式としたが、当時の日本人乗客には洋式便器の使用法を知らない者が多く汚損・破損や故障が頻発したため2次車のサロ85006以降は和式へ変更された。

### 台枠
当初からの構造的特徴として、台枠のうち台車心皿中心間で船の竜骨に相当する中梁を簡素化し、車体側板と接する側梁を強化することにより、梯子状の台枠構造全体で必要な強度を確保しつつ軽量化を図っていた点が挙げられる。
これは1930年（昭和5年）製造の16m車（湘南電気鉄道デ1形電車→京浜急行電鉄デハ230形電車）で川崎車輛の設計により採用されたのが日本の高速電車における初出であるが、その先進的軽量化設計の意義を合理的な強度計算手法を含め理解しようとしなかった無理解な鉄道省の担当官による硬直的な対応で増備車では中梁装備への退行を強制され、以後太平洋戦争後に至るまで約20年にわたり顧みられていなかった手法である。本系列ではかつて鉄道省の担当官が「妥当ナラザル」として禁止したこの設計手法を、その後身である日本国有鉄道の車両局自らが、より長く重い20m級車両で採用したものである。
以後、この設計手法は後続の国鉄70系電車や近鉄2250系電車をはじめとする各私鉄の新造車など、張殻（モノコック）構造の設計手法が導入されるまでの時期に設計製造された日本の鉄道車両で積極的に用いられる一般的な軽量化手法として広く普及した。

### 主要機器
台車・主電動機・主制御器などは、戦時設計ながら戦後も大量増備されていた63系通勤形電車に1947年（昭和22年）以降試験搭載され改良を重ねて来た新技術が活かされている。そのシステムは、1950年（昭和25年）時点の国鉄における最新・最良の内容といえるものである。
大出力主電動機搭載の長所を活かし、当初は編成内MT比2:3で起動加速度1.25 km/h/sとする経済編成を基本とし、通常運転の最高速度は95km/h（後年は幹線区で100km/h）・設計最高速度は110km/hとした。なお1955年（昭和30年）には東海道本線での速度試験でMT比4:1の特別編成が、125km/hの最高速度を記録している。

#### 主電動機
当時の国鉄電車用として最強力の制式電動機であるMT40を搭載する。
- MT40は、戦前からの標準型主電動機のMT30[注釈 17]をベースに絶縁強化・冷却風洞装備などの改良を施したもので、端子電圧差[注釈 18]を考慮すると額面上の実質性能はMT30とほぼ同等であるが、冷却機構の強化などで信頼性が向上していた。

駆動装置は従来どおり吊り掛け駆動方式を採用し、歯車比は同じMT40を装架する63系通勤形電車の2.87に対し、高速性能を重視した2.56とした。これにより1時間定格速度は全界磁時56.0km/h、60%弱界磁で70.0km/hとなった。

#### 主制御器
1949年（昭和24年）度製造の初期形では設計開発が間に合わず、戦前から長らく国鉄標準機種であったCS5A電空カム軸式主制御器を暫定的に搭載した。
1951年（昭和26年）度製造車からは、63系電車での試作開発結果を受けて開発されたCS10電動カム軸式主制御器に変更された。
CS10は、CS5に対して以下の相違点を有する。
- 1方向1回転式の電動カム軸化により直列・並列各2段ずつの多段化が実現。しかも電空カムでは必要であった星車などのカム軸回転停止機構が不要でノッチ飛び事故の発生を防止できた。
- 直並列切替時には主回路上に接触器を一旦挿入し、わたり動作中の電動機の引張力変化を最小限に抑制する橋絡渡りを導入。この結果切替ショックを大幅に軽減した。
- CS5では焼損事故が発生した場合に発火による被害が制御器本体にまで及んでいた内蔵断流器をCB7あるいはCB7A遮断器として別筐体に格納するように変更。故障時の被害を最小限に抑えることが可能となった。
- CS9AあるいはCS11[注釈 21]界磁弱め接触器を付加し、高速域での速度性能向上に加え弱め界磁と起動減流抵抗による減流起動を組み合わせることで、衝動が小さくスムーズな起動を可能とした[注釈 22]。

制御段数は直列7段・並列6段・並列弱め界磁1段で弱め界磁率は60%である。
さらに1952年（昭和27年）以降製造グループでは、並列弱め界磁段を2段構成とし、弱め界磁率を60%と75%の2段切り替えとした改良型のCS10Aに変更、高速域での走行特性が改善された。
クハ86形・クハ85形・クモユニ81形の主幹制御器（マスター・コントローラー）は、いずれもゼネラル・エレクトリック社製C36のデッドコピー品で、戦前より国鉄電車の標準機種であったMC1系のMC1Aを搭載する。

#### 台車

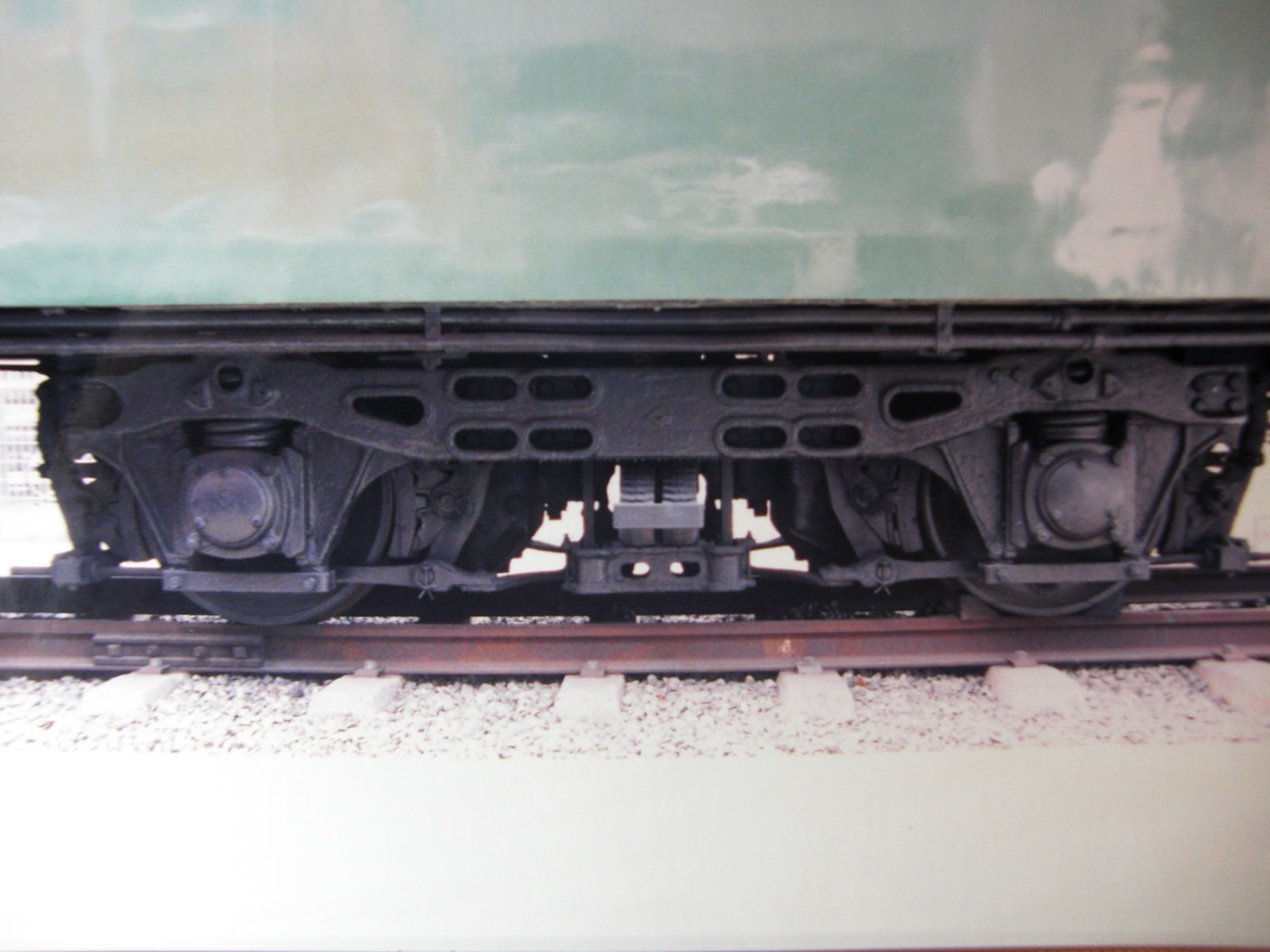
DT16形台車

80系の設計に先立って国鉄車両局や技術研究所、台車メーカーの専門家とともに高速台車振動研究会が設立され、走行性能の改善の研究を行った。この結果、扶桑金属工業製の鋳鋼台車でウイングばね式のTR37形（後のDT14形）および軸ばね式のTR39形（後のDT15形）の2種類が登場し、1948年度製造のモハ63形に装備された。これらの台車での試験や長期使用の結果から、80系ではさらなる性能向上を図った台車が使用されることになった。
電動車のモハ80形やクモユニ81形では、軸ばね式鋳鋼組み立てのDT16形（旧呼称TR39A形）が採用された。台車枠が一体鋳鋼製となって剛性が飛躍的に向上したことで高速運転により適した特性の追求が可能となり、また長距離運転用ということで特に軸ばね定数が見直され、軸ばねを従来よりも背の高いものに変更してたわみ量を大きくとることで乗り心地の改善が図られた。側枠そのものも肉厚を減らして必要な部分に限って補強用ひれを設け、トランサム固定ボルト穴群の左右外側それぞれに角を丸めた三角形の軽め穴を開口するなど必要強度を確保しつつ可能な限りの軽量化が行われた。
クハ86形とサハ87形ではペンシルバニア型鋼材組み立て・ペデスタル支持軸ばね構造のTR43形が使用された。40系などで使用されたTR23形をベースに120 mmの複式円錐ころ軸受（ローラーベアリング）を使用しつつ、クハ79形の一部で使用されたTR36形台車の振動性能を改善した設計である。従来の長距離運用において問題視されていた軸受の焼きつきといった不都合はない。サロ85形ではTR43形をベースにバネを柔らかいものとしたTR43A形が採用された。
動力車用DT16・付随車用TR43共々揺れ枕の釣りリンクは原型のTR23に比して大幅に延長され（310mm → 540mm）、振動特性は大幅に改善された。ローラーベアリングはオハ35形などのTR34でも標準的に採用されており、またモハ63などで当初問題となった電車での使用に際しての不具合（ころに通電してしまうことでの焼きつき）はこの頃までに解決策が採られていた。
1951年の増備車からは付随台車が小改良を施されたTR45・TR45Aに変更された。1952年製造のモハ80形からは、枕ばねを重ね板ばねからコイルばねに変更して揺動特性を改善した新型鋳鋼台車のDT17が採用され、付随車でも同様にコイルばね + オイルダンパを枕ばねに採用したTR48がクハ86形・サハ87形に、TR48Aがサロ85形に搭載された。モハ80形200番台以降の電動車ではプレス鋼板溶接組み立て・ウイングバネ式のDT20Aが採用されている。

#### ブレーキ
長大編成電車に適合させた自動空気ブレーキの「AERブレーキ」を国鉄の量産車として初めて採用した。戦前から一部の車両を使って実用試験が繰り返されて来た、電磁空気弁（Electro-pneumatic valve）付きの「AEブレーキ」を基本として開発されたものである。
- 従来国鉄電車・客車で標準的に用いられて来た「A動作弁」による「Aブレーキ」[注釈 25][注釈 26]の基本システムを踏襲しつつ、中継弁 (Relay valve) を介することでブレーキ力を増幅し、また各車のA動作弁に電磁空気弁を付加して、ブレーキ指令に対する応答速度を高めたものである。

電磁空気弁の併用により、編成の先頭から最後尾までほぼ遅延なくブレーキを動作させることが可能となり、日本の電車としては未曾有の長大編成である16両編成運転が実現した。
ブレーキシリンダを車体床下に装架し、ロッドで台車に制動力を伝える点では在来形電車と変わらなかったが、在来形電車が「1両当たり1シリンダ仕様」で前後2基の台車をテコとロッドで連動させて制動していたのに対し、本系列では中継弁使用の恩恵で台車1台毎に独立した専用ブレーキシリンダーを配置する「1両あたり2シリンダ仕様」となり、作動性と保安性も向上させた。この仕様は、国鉄電車では旧形国電グループでの採用にとどまり、新性能電車グループ以後は台車への直接シリンダ搭載にまで進歩したが、気動車では標準台車のブレーキが長く車体シリンダ仕様を用いたこともあり、1953年（昭和28年）の液体式気動車実用化後も、国鉄末期の一部車種にまで30年以上にわたって踏襲された。

#### ジャンパ連結器
従来の旧形国電では低圧制御回路は定格電圧100 Vで動作する12芯のKE52形ジャンパ連結器2基により総括制御を行っていたが、本系列では基本的にそれまでの系列との混結運用を実施しないことが前提とされたため、定格電圧は同じ100 Vでありながらも15芯のKE53形2基とされたほか、放送回路用として7芯のKE50A形を装備する。

### 車両形式
新造車は基本番台、座席間隔が拡大された1956年（昭和31年）以降製造の100番台（クハ86形・サハ87形）・200番台（モハ80形）、全金属車体となった300番台の番台区分が存在するほか、改造形式についても解説を行う。
- なお、1960年（昭和35年）7月1日に等級制度が3等制から2等制に、1969年（昭和44年）5月10日には運賃制度改定により1等→グリーン車・2等→普通車に、それぞれ変更されているが本項では落成当時の状況に合わせるものとする。

#### 新造形式
クハ86形（クハ86001 - クハ86080・クハ86082・クハ86084・クハ86100 - クハ86142・クハ86300 - クハ86373・クハ86375）
トイレ付の3等制御車。定員は基本番台が79人、100番台と300番台が76人。
1949年度末から製造されたクハ86001 - クハ86020は運転台正面が従来のモハユニ61形などのデザインを踏襲した非貫通3枚窓構成で落成したが、1950年下期以降製造の2次車からは、当時としては極めて斬新な正面2枚窓スタイルに変更となった。この形状は本系列の通称に基づいて「湘南顔」や「湘南形」のように呼ばれ、以後本形式の基本スタイルとなった。正面3枚窓の一次車の一部は、正面に取り付けられた手摺の位置や形状が他の一次車と異なり、それぞれ奇数向き偶数向き1両ずつの存在だったため正面を見ただけで容易に特定が可能とされた。
- クハ86003・86004：川崎車輌が製造。ウインドシル上左右に取付けられた手摺が他車と比べ長さ倍以上。
- クハ86009・86010：日車東京支店が製造。前照灯両脇手摺が他車より低い位置に取付。
- クハ86017・86018：新潟鉄工が製造。窓間の2本の柱に沿うように五対の手摺を梯子状に取付。

なお営業開始前試運転での火災事故により復旧されたクハ86017も含めてこれらの特徴は晩年まで維持された。
本形式には以下の異端車が存在する。
- クハ86021・86022：東急車輛で製造された最初の正面2枚窓型車であるが、3枚窓車用の台枠を流用したために「鼻筋」となる鋼板合わせ目のない曲面の付いた形状で落成。クハ86023以降は台枠形状を変更して折れ目の付いたスタイルとなった（影響については後述）。
- クハ86314：引き通し線を両渡りから下り向き片渡りへ改造。
- クハ86332：前照灯シールドビーム2灯化改造を唯一施工。
- クハ86356・クハ86359：1951年以前製の更新修繕施工車と同様の縦寸法が若干小さい前面窓ガラスを装着。

なお、当車は左右両方の窓とも縦寸法の小さいものに交換されたが、片方だけ交換したものとして、ほかに86123・86344・86352などがある。
さらに製造途中での設計変更も上述した正面2枚窓スタイル化のほか、1952年度製造のクハ86061- は正面窓がHゴム支持による車体直結の固定窓化を実施。1954年度製造の86067 - は運行灯窓、戸袋窓、ドアガラスもHゴム支持化。86136 - 86372の偶数車はMGを搭載。300番台車では引き通しの両渡り構造採用などがある。
- 正面窓木製枠車のうちクハ86058までの58両は1950年代後半に更新工事を施工され全てHゴム支持に改造されたが、未施工のクハ86059・クハ86060の2両は中京地区で運用された(一部東京駅乗り入れ運用あり)1970年代前半まで木製枠のままとされた、両車とも山陽線転用後にHゴム化された。

モハ80形（モハ80001 - モハ80117・モハ86200 - モハ80256・モハ80300 - モハ80425）
3等中間電動車。PS13形パンタグラフ・主制御装置・電動発電機（MG）・空気圧縮機（CP）を搭載する。本系列では電動車となる本形式のみトイレなしとされた。定員は基本番台が92人。200番台以降は88人である。
本形式には以下の異端車が存在する。
- モハ80027：上述した試運転時火災焼失事故被災車であるが、更新修繕施工車にもかかわらず張り上げ屋根構造（雨樋位置は下部）のまま残置し、戸袋窓Hゴム化も未施工。

サハ87形（サハ87001 - サハ87047・サハ87100 - サハ80119・サハ87300 - サハ87331）
3等付随車。定員は基本番台が89人。100番台以降は84人である。
1970年代前半に豊橋機関区（現在：豊橋運輸区）に配置されたサハ87001ならびに長岡運転所（現在：長岡車両センター）に配置されたサハ87002・サハ87007・サハ87009 - サハ87011は、飯田線及び上越線運用で戦前形や70系電車等との併結となることからジャンパ連結器ならびに貫通幌交換・側扉半自動化などが施工された
サロ85形（サロ85001 - サロ85035・サロ85300 - サロ85311）
2等付随車。定員は基本番台が64人、300番台が60人。本形式では座席間隔改良が行われていないために基本番台と300番台のみである。基本番台のうち、1949年製造の初期車は客用扉が幅700mmの木製であったが、翌1950年製造の2次車からは同じ幅の鋼板プレスドアに変更された。
クモユニ81形（クモユニ81001 - クモユニ81006）
6両のみ製造された郵便荷物合造電動車。両運転台でパンタグラフは2基搭載である。1959年の称号規程改正前はモユニ81形。

#### 計画のみの未成形式
クハユニ88形
基本編成下り方先頭車用郵便・荷物合造車。
サロハ89形
東海道線東京口付属編成および高崎線用2等・3等合造車。
モハ82形
1961年に計画されたモハ80形3扉化改造。同名を称した155系電車（初代82系電車）とは無関係。
サロ164形（仮称）
1965年に大糸線乗り入れ用として計画されたサロ85形改造展望車。新性能電車化の上で165系に編入予定であった。

## 増備による仕様変更と番台区分
増備の際に設計変更も行われており、含む大改良したものは番台区分も実施された。

### 0番台3枚窓車

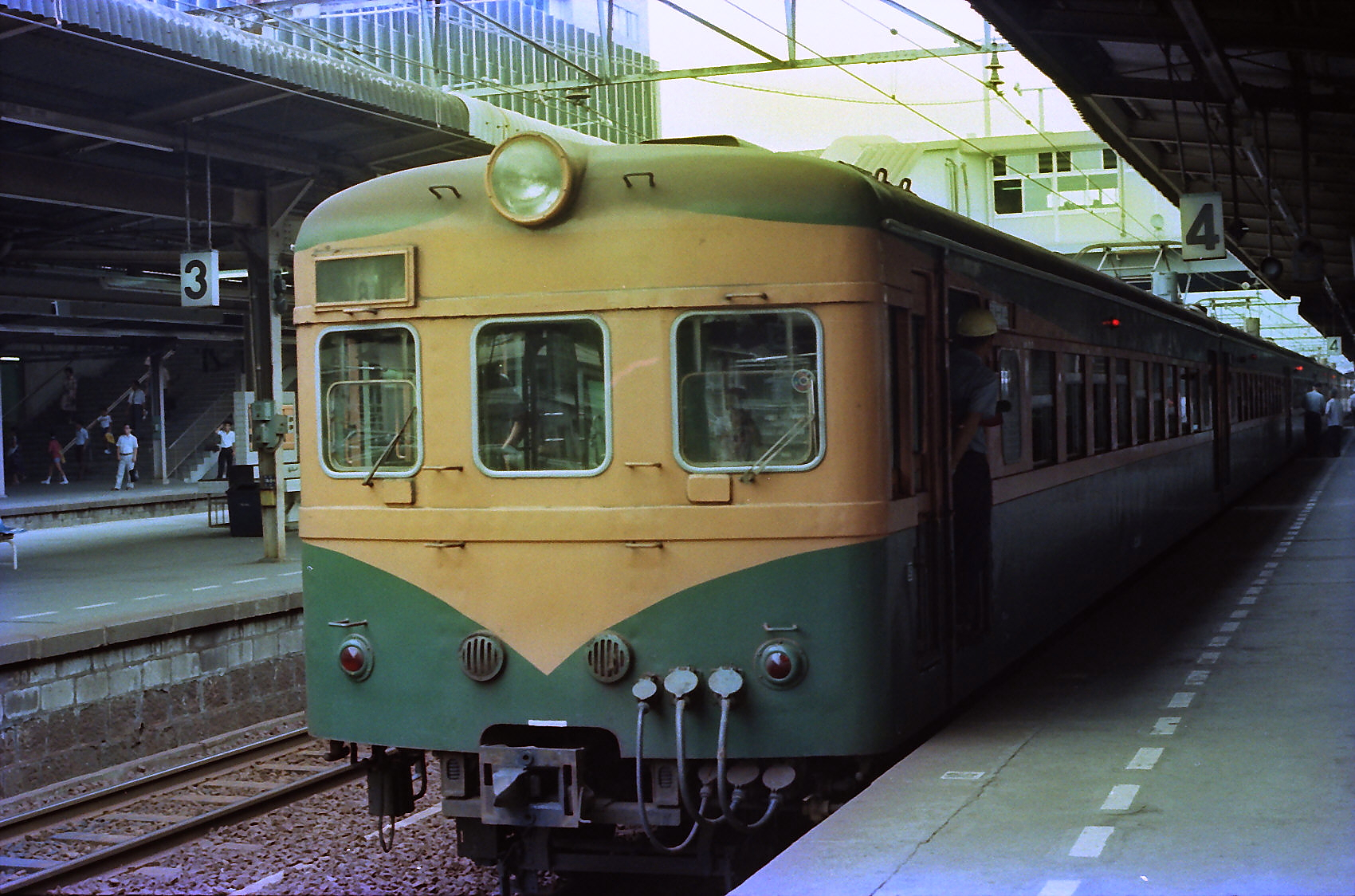
80系3枚窓車（広島駅、1977年）

1950年（昭和25年）の東京 - 沼津間の中距離列車に投入されたグループで、クハ86形の運転台窓は3枚である。車内は天井通風機は砲金製の飾り付き、片側開通･片側封鎖の大型通風機を屋根上に千鳥状に設置された。車体塗装は緑2号と黄かん色の塗り分けとなり、「湘南色」と呼ばれるようになった。
台車はモハ80形がDT16、クハ86形とサハ87形はTR43、サロ85形はTR43Aである。

### 0番台2枚窓車
1950年の湘南準急及び京阪神快速（関西急電）向け増備車では、クハ86形は86021以降の運転台窓を2枚に変更した。クハ86021・022の2両は前面形状が3枚窓車同様の半流線型であるが、前面窓は2枚窓を後方へ傾斜させた流線型とされた。車内は天井通風機を皿型に変更し、屋根上には1次車に似た片側開通・片側封鎖の通風機を屋根上に設置したが、通風機は天地方法を縮めている。
1950年7月以降の増備車ではクハ86形の2枚窓前面の形状が変更され、クハ86023からは中央部に折り目の入ったものとなった。京阪神快速向けの編成は塗装が52系電車と同様のクリーム3号とぶどう色3号（関西急電色）に塗り分けられた。
1951年（昭和26年）の関西急電向け並びに東京口のサロ85形増備では、屋根上通風機の形状を小型の片側開通・片側封鎖式に変更し、通風機の角が今までの角型から丸形に変更した。デッキ上にも小型の通風機を設置した。
台車はクハ86形は86057以降、サハ87形は87041以降の台車をTR45に、サロ85形は85015以降の台車をTR45Aに変更、モハ80形は80091以降、台車をDT17に変更した。クハ86形とサハ87形のTR45形はTR43形の摩擦力を改善してばね板材をDT16と共通化、サロ85形のTR45A形は枕ばねと板ばねを定員乗車を標準とする設計とした。DT17形はDT16を基本としつつ側枠・トランサム（横梁）・端梁を一体とした一体鋳鋼台車枠を採用し、揺れ枕の枕ばねを複列配置のコイルばね+オイルダンパで置換え、側枠の外側に配置することでコイルばねの高さを十分に確保し、なおかつ揺れ枕吊りのリンク長さも最大限に延伸して左右動の揺動周期を拡大している。
1952年（昭和27年）の関西急電向け増備車からは、クハ86形は86061以降、サハ87形は87044以降の台車をTR48に、サロ85形は85028、85029の台車をTR48Aに変更した。一体鋳鋼台車枠の側枠部分が軸箱周辺で跳ね上がった軽快な外観を持つ。クハ86形は前面窓がHゴム支持に変更された。
1954年（昭和29年）並びに1955年（昭和30年）には関西急電向けにクハ86形、モハ80形のみが増備された。この増備車より前面2枚窓に加えて運行番号表示窓、側面の戸袋窓がHゴム支持となった。モハ80形は80099以降の主電動機をMT40Bへ変更した。

### 100・200番台
1956年（昭和31年）の東海道本線全線電化や高崎線・上越線（高崎駅 - 水上駅間）電化に合わせて増備された80系では、シートピッチ拡大などの接客設備向上や降雪線区の電化に伴う耐雪構造の採用が行われることになり、番台区分を行った100・200番台が登場した。クハ86形・サハ87形が100番台、モハ80形は従来車で100番台を越えた結果、重複を避けるため200番台になっている。サロ85形は東海道線東京口用で暖地向けのため従来車の続番である。
2等車は乗降口付近の座席のシートピッチを610 mmに拡大し、トイレは内張りを化粧板として近代化が図られた。3等車のシートピッチは従来の450 mmからクハ86形は515 mm、モハ80形とサハ87形は530 mmに拡大され、これに伴って乗降口付近のロングシートの長さが1,300 mmから950 mmに縮小された。
側窓は2等車のサロ85形ではバランサー付きの1段下降窓に変更（サロ85030 - 85035）、3等車も側窓枠が木製からアルミ合金製に変更された。窓幅は2等車が1,200 mmから1,185 mmに、3等車が1,000 mmから955 mm（クハ86・サハ87形のトイレ横の側窓は750 mm）にそれぞれ縮小されたが、窓の個数は変更されていない。
屋根はの張り上げ屋根（ただし雨樋位置は下部）を中止して屋根布を雨樋直上から張るように変更し、客席屋上通風器を大型の箱型に変更した。

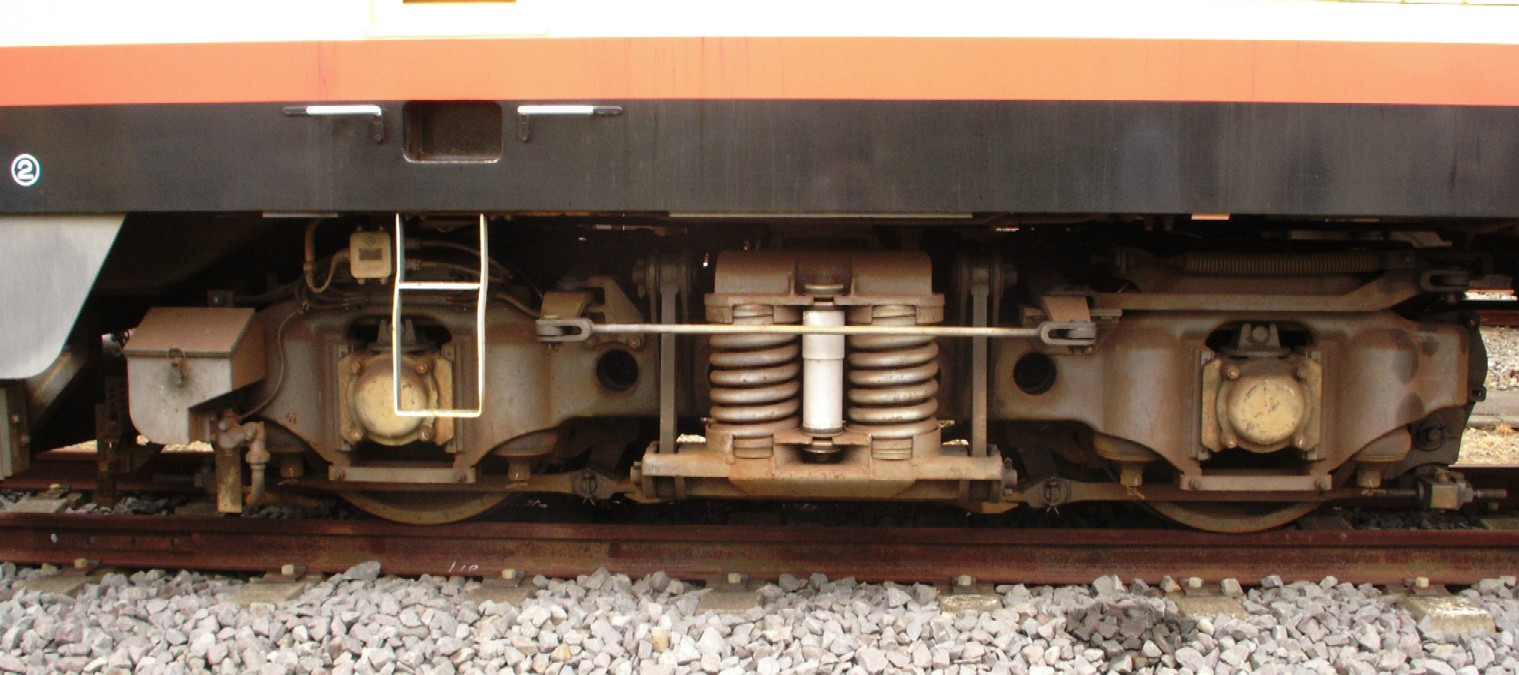
DT20A台車

モハ80形の台車は台車枠をプレス成型部材の溶接組み立て式に、軸ばねをウイングばね式にしたDT20Aが採用された。1954年にモハ70形で採用されたDT20では軸受が円錐ころ軸であったが、80系では円筒ころ軸となった。軸ばねと枕ばねのたわみ量について振動解析が行われ、軸ばねを柔らかく、枕ばねを硬く設定する従来の経験則に基づく組み合わせから、解析結果に基づいて双方のたわみ量を均等とする設定に変更され乗り心地が改善された。
DT20系はゲルリッツ式近似の軸ばね構造を採用する台車であるが、構成部品が多く高コストな上、直後に開発された新性能電車にはDT21系台車が開発されたために少数の製造に留まった。DT20Aの付随台車版である仮称TR51も設計されたが、メーカー各社の製造技術の差異や供給能力を勘案して付随台車は300番台の最終増備に至るまで鋳鋼製のTR48が継続採用となった。
高崎線向けの投入車は線区事情から降雪対策が行われ、クハ86形にはスノープラウやタイフォンカバーの設置などが行われた。東海道線向けの投入車は耐雪工事が省略され、クハ86形は前面下部にタイフォンが2つ設置された。
1957年（昭和32年）の高崎線用及び東海道線用増備車は、サロ85形を除き通風器を小型の千鳥配置に再変更した。クハ86形は1957年製造の86133（奇数車）・86136（偶数車）以降は偶数車に電動発電機(MG)を搭載した。

### 300番台

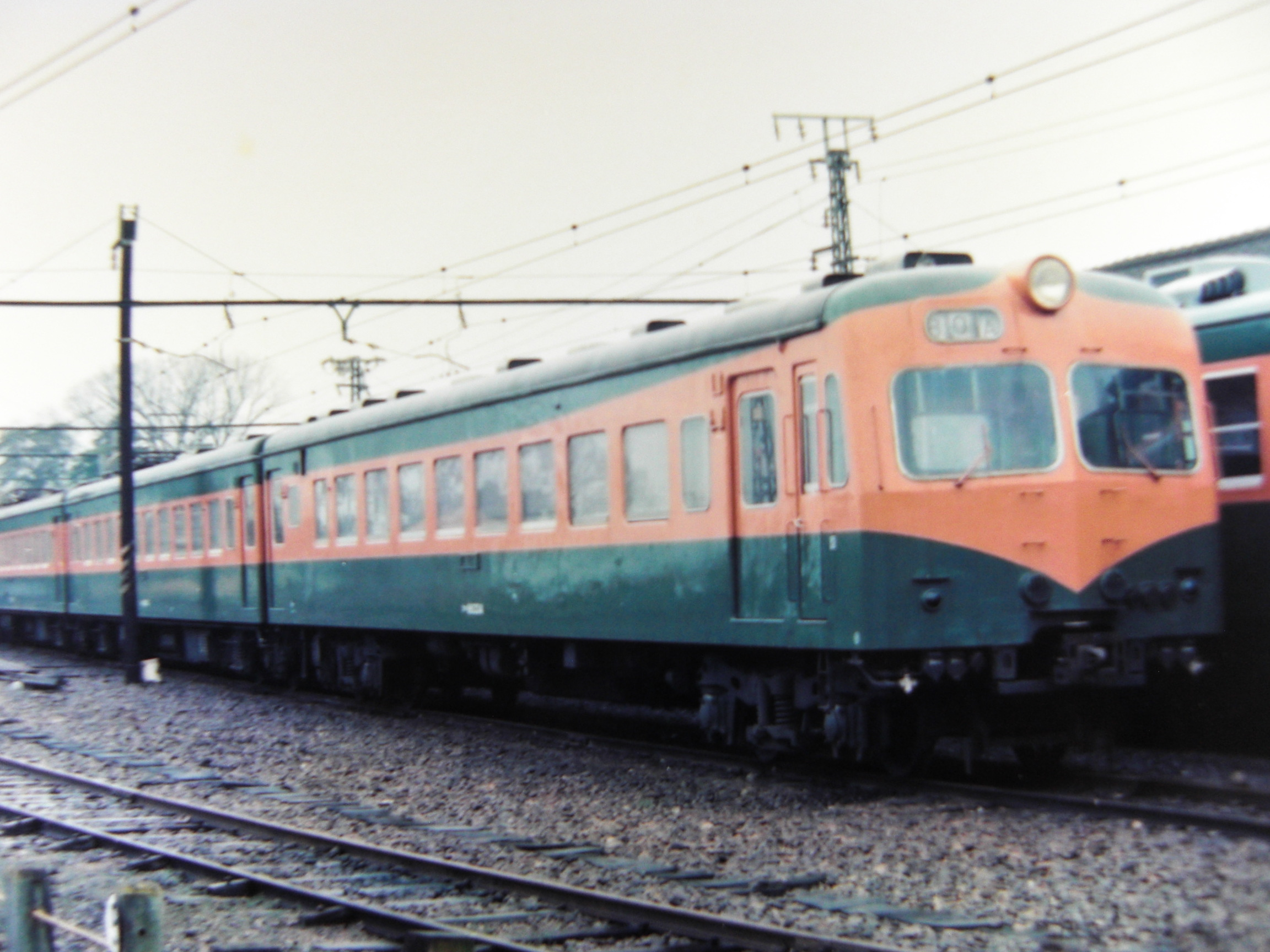
クハ86334（牛久保駅、1983年）

10系客車で採用された軽量構造車体は電車にも波及し、72系900番台での試作を経て72系920番台が全金属車として新製された。この結果を受けて80系電車でも全金属不燃構造車体の採用を図ることになり、また1957年（昭和32年）10月ダイヤ改正より東海道本線では東京駅 - 名古屋駅間や名古屋駅 - 大阪駅間の準急列車にも80系が投入される予定となったため、サービス向上の要素も取り入れた全金属車グループとなる80系300番台が1957年7月に登場した。
1957年度の増備車は、同年10月に運転を開始した東京 - 名古屋間準急「東海」、名古屋 - 大阪間準急「比叡」用、並びに1958年4月14日の東北本線宇都宮電化用として投入された。1958年（昭和33年）製の最終増備車は1958年4月10日の山陽本線姫路電化用および同年4月14日の東北本線宇都宮電化用であった。1958年6月から修学旅行列車での運用が開始された。
車体はセミ・モノコック構造の全金属車体を採用した。側面窓上下のウィンドウ・シル/ヘッダーが車体外板の内側に埋め込まれ、清掃の容易化と美観の向上が図られた。側窓は高さ790 mm × 幅750 mm - 1,110 mmと大型化され、10系客車のナハ10形と同様の一段上昇式で四隅にはRが設けられた。
窓の大型化に伴って、既存の80系よりも窓の下側の黄かん色と緑色の境界線を下にずらしている。高槻、岡山へ配備された車輌は、既存車と併結した際の編成美を揃える為に逆に境界線を上にずらしており、窓の直ぐ下に緑色が来る形となっている。
内装は完全金属化され、当初から蛍光灯照明を採用した。準急列車での使用を考慮して座席は幅が990 mmに拡大され、サロ85形には専務車掌室・車内販売用控室が設けられた。客用扉は下部のプレス加工を廃して平滑化された。断熱材は不燃化を図って石綿（アスベスト）や軽量ガラス繊維が使用された。
クハ86形は従来は電気配線が片渡りで奇数・偶数向きが固定されていたが、300番台では両渡り構造となり、電動発電機の搭載によって方向転換しての運用が可能となった。耐雪仕様車はスノープラウが台車装備に変更された。1958年（昭和33年）度製クハ86形は運転席側乗務員扉後位に折り畳み式の梯子状手摺を設置した。

### 製造年・製造所別一覧
| 製造 年度               | 製造所       | 日車                | 日支                    | 川車                              | 近車                    | 汽支               | 日立                | 帝国      | 東急      | 新潟      | 宇都宮   | 大井工    | 両数  |
| 製造 年度               | 形式         | 日車                | 日支                    | 川車                              | 近車                    | 汽支               | 日立                | 帝国      | 東急      | 新潟      | 宇都宮   | 大井工    | 両数  |
| ----------------------- | ------------ | ------------------- | ----------------------- | --------------------------------- | ----------------------- | ------------------ | ------------------- | --------- | --------- | --------- | -------- | --------- | ----- |
| 昭和24年 （1949年）     | モハ80形     | 009 - 012           | 017 - 020               | 005 - 008                         | 023 - 024               | 013 - 016          | 001 - 004 029 - 032 | 021, 022  | 025, 026  | 027, 028  |          |           | 73両  |
| 昭和24年 （1949年）     | サロ85形     | 003                 | 005                     | 002                               |                         | 004                | 001                 |           |           |           |          |           | 73両  |
| 昭和24年 （1949年）     | クハ86形     | 005, 006            | 009, 010                | 003, 004                          | 013, 014                | 007, 008           | 001, 002 019, 020   | 011, 012  | 015, 016  | 017, 018  |          |           | 73両  |
| 昭和24年 （1949年）     | サハ87形     | 007 - 009           | 013 - 015               | 004 - 006                         |                         | 010 , 012          | 001 - 003 016       |           |           |           |          |           | 73両  |
| 昭和25年 （1950年）     | モハ80形     | 049 - 052 081 - 084 | 057 - 060 065, 066      | 041 - 044 077 - 080               | 045 - 048               | 053 - 056 085, 086 | 037 - 040 073 - 076 | 069 - 072 | 033 - 036 | 061 - 064 | 067, 068 |           | 129両 |
| 昭和25年 （1950年）     | モユニ81形   |                     |                         |                                   |                         |                    |                     |           |           |           |          | 001 - 006 | 129両 |
| 昭和25年 （1950年）     | サロ85形     | 010                 | 012                     | 008                               | 009                     | 011                | 007                 | 014       | 006       | 013       |          |           | 129両 |
| 昭和25年 （1950年）     | クハ86形     | 029, 030 051 - 054  | 033, 034 037, 038       | 025, 026 047 - 050                | 027, 028                | 031, 032 055, 056  | 023, 024 043 - 046  | 041, 042  | 021, 022  | 035, 036  | 039, 040 |           | 129両 |
| 昭和25年 （1950年）     | サハ87形     | 029 - 031           | 035 - 037               | 023 - 025                         | 026 - 028               | 032 - 034          | 020 - 022           |           | 017 - 019 | 038 - 040 |          |           | 129両 |
| 昭和26年 （1951年）     | モハ80形     |                     |                         |                                   |                         |                    |                     |           | 087 - 090 |           |          |           | 24両  |
| 昭和26年 （1951年）     | サロ85形     |                     | 015 - 027               |                                   |                         |                    |                     |           |           |           |          |           | 24両  |
| 昭和26年 （1951年）     | クハ86形     |                     |                         |                                   |                         |                    |                     |           | 057 - 060 |           |          |           | 24両  |
| 昭和26年 （1951年）     | サハ87形     |                     | 041 - 043               |                                   |                         |                    |                     |           |           |           |          |           | 24両  |
| 昭和27年 （1952年）     | モハ80形     |                     |                         |                                   |                         |                    | 091 - 096           | 097, 098  |           |           |          |           | 20両  |
| 昭和27年 （1952年）     | サロ85形     |                     |                         |                                   |                         |                    | 028 - 029           |           |           |           |          |           | 20両  |
| 昭和27年 （1952年）     | クハ86形     |                     |                         |                                   |                         |                    | 061 - 064           | 065, 066  |           |           |          |           | 20両  |
| 昭和27年 （1952年）     | サハ87形     |                     |                         |                                   |                         |                    | 044 - 046           | 047       |           |           |          |           | 20両  |
| 昭和29年 （1954年）     | モハ80形     |                     |                         |                                   | 099 - 101               |                    |                     |           |           |           |          |           | 5両   |
| 昭和29年 （1954年）     | クハ86形     |                     |                         |                                   | 067 - 068               |                    |                     |           |           |           |          |           | 5両   |
| 昭和30年 （1955年）     | モハ80形     |                     | 110 - 117               |                                   | 102 - 109               |                    |                     |           |           |           |          |           | 30両  |
| 昭和30年 （1955年）     | クハ86形     |                     | 075 - 079奇 078 - 084偶 |                                   | 069 - 073奇 070 - 076偶 |                    |                     |           |           |           |          |           | 30両  |
| 昭和31年 （1956年）     | モハ80形     |                     | 225 - 239               | 210 - 225 240 - 244               | 200 - 209               |                    |                     |           |           |           |          |           | 98両  |
| 昭和31年 （1956年）     | サロ85形     |                     |                         |                                   | 030 - 033               |                    |                     |           |           |           |          |           | 98両  |
| 昭和31年 （1956年）     | クハ86形     |                     | 105 - 117奇 108 - 120偶 | 106 119 - 131奇 120 - 134偶       | 100 - 104               |                    |                     |           |           |           |          |           | 98両  |
| 昭和31年 （1956年）     | サハ87形     |                     | 103 - 107               | 108 - 114                         | 100 - 102               |                    |                     |           |           |           |          |           | 98両  |
| 昭和32年債務 （1957年） | モハ80形     |                     | 245 - 251               | 252 - 256                         |                         |                    |                     |           |           |           |          |           | 28両  |
| 昭和32年債務 （1957年） | サロ85形     |                     | 034, 035                |                                   |                         |                    |                     |           |           |           |          |           | 28両  |
| 昭和32年債務 （1957年） | クハ86形     |                     | 133, 135 136, 138       | 137 - 141奇 140, 142              |                         |                    |                     |           |           |           |          |           | 28両  |
| 昭和32年債務 （1957年） | サハ87形     |                     | 115 - 117               | 118, 119                          |                         |                    |                     |           |           |           |          |           | 28両  |
| 昭和32年一次 （1957年） | モハ80形     |                     | 310 - 317               | 300 - 303                         | 304 - 309               |                    |                     |           |           |           |          |           | 41両  |
| 昭和32年一次 （1957年） | クハ86形     |                     | 311 - 315               | 300 - 304                         | 305 - 310               |                    |                     |           |           |           |          |           | 41両  |
| 昭和32年一次 （1957年） | サハ87形     |                     | 305, 306                | 300 - 302                         | 303, 304                |                    |                     |           |           |           |          |           | 41両  |
| 昭和32年二次 （1957年） | モハ80形     |                     | 318 - 332 365 - 383     | 333 - 364 409 - 425               |                         | 384 - 393          |                     |           |           |           |          |           | 176両 |
| 昭和32年二次 （1957年） | サロ85形     |                     | 300 - 307               |                                   | 308 - 311               |                    |                     |           |           |           |          |           | 176両 |
| 昭和32年二次 （1957年） | クハ86形     |                     | 316, 317 328 - 343      | 318 - 327 360 - 372偶 365 - 375奇 |                         | 344 - 351 353      |                     |           |           |           |          |           | 176両 |
| 昭和32年二次 （1957年） | サハ87形     |                     | 307 - 315 321 - 325     | 316 - 320                         |                         | 326, 327           |                     |           |           |           |          |           | 176両 |
| 昭和33年債務 （1958年） | モハ80形     |                     |                         |                                   | 394 - 408               |                    |                     |           |           |           |          |           | 28両  |
| 昭和33年債務 （1958年） | クハ86形     |                     |                         |                                   | 352 - 358偶 355 - 363奇 |                    |                     |           |           |           |          |           | 28両  |
| 昭和33年債務 （1958年） | サハ87形     |                     |                         |                                   | 328 - 331               |                    |                     |           |           |           |          |           | 28両  |
| 製造所別両数            | 製造所別両数 | 28両                | 194両                   | 171両                             | 104両                   | 43両               | 50両                | 16両      | 22両      | 14両      | 4両      | 6両       | 652両 |

## 改造工事および試験

### 試作台車の試用
80系の開発に先立った高速台車振動研究会の開設後、車両メーカー各社による試作台車の試用が行われた。
川崎車輛製のOK-4（銘板ではOK-IVと表記 国鉄形式DT29）はモハ80013に装着された。63系 (OK-1) やオロ41 6 (OK-2) で先行試用されていた軸梁式台車の改良型で、軸梁の支持基部を側枠に強固に固定して直進安定性の確保を最優先とした。
新三菱重工業製のMD3（国鉄形式TR38）は軸梁式台車で、63系電車などでの試用を経て80系ではクハ86007・サハ87010・サハ87012に装着された。構造はOK-4とは大きく異なり、MD3では軸梁支持腕を支える基部をトーションバーを介して側梁と柔結合することで、軸梁部に上下動だけでなく左右動も許容する構造となっており、直進安定性に加えて曲線通過も円滑にする設計意図が明確に示されていた。
試験終了後はいずれも標準のDT16・TR43に交換された。DT29形はクモヤ93000へ転用されたが、MD3形は以後の動向は不明である。DT29形が転用されたクモヤ93000は1960年11月に狭軌での世界最高速度記録（当時）となる175 km/hを達成した。

### 火災事故焼損車の復旧
1950年2月9日に東海道本線保土ケ谷 - 戸塚間を14両編成で試運転中に、13両目のモハ80027のパンタグラフから電弧が発生したため、車掌の非常ブレーキ用非常弁の操作により緊急停止した。停車と同時にパンタグラフの部分で架線が切れ、垂れ下がった架線が最後尾のクハ86017の屋根に接触して火災が発生し、モハ80027とクハ86017が焼損した。
事故車は2両とも1951年に大井工場で復旧された。

### 塗装の調整・変更

#### 塗り分け調整
湘南色の塗り分けは、3枚窓のクハ86001 - クハ86020では、前面のオレンジ色面積が比較的小さく、数種類の塗り分けをテストした後に2次車以降同様に大きくした。
また、全金属車体となった300番台車とそれ以前のウインドシル・ヘッダー付き半鋼製車体車とでは、車体構造や側窓寸法の相違から基本塗り分けラインが異なり混結運転時には美観の点で難があった。このため高槻電車区（現在：網干総合車両所高槻派出所）・岡山運転区所属車を担当していた吹田工場（現在：吹田総合車両所）では、編成時の美観を第一に考えて300番台の塗り分けラインを在来車にできる限り合わせて塗装を行った。その結果、編成として見た場合は塗り分けラインのずれが目立たなくなったが、300番台車両単体では窓下のオレンジ色の部分が殆どなくなるなど不自然な点もあった。
300番台に対する吹田工場独自の塗り分けは1978年の岡山運転区配置車全廃まで続けられたが、この間に他地区へ転出した車両は以下の対応が採られた。
- 関東・東海地区への転出車：全般検査の際に元の塗り分けラインに復元。
- 広島運転所および下関運転所（現在：下関総合車両所運用検修センター）へ転出した車両：担当工場であった幡生工場（現在：下関総合車両所本所）が吹田工場の塗り分けラインで再塗装したため同一車両基地に塗り分けの異なる300番台が混在した[注釈 34]。

またクハ86形300番台では以下2種類のバリエーションが存在する。
- 初期製造車：正面幕板部塗り分線を運行灯上部突起部分とする。
- 2次増備車クハ86316以降：突起にかからず塗り分け緑色の面積を減らす。側面上部の斜め塗り分け線角度を緩和。

本措置は晩年まで製造時のままとされた車両が多数であったが、飯田線での運用開始により浜松工場が検査担当となるとさらに以下の変則塗装が発生した。
- 運行灯部分が初期車と増備車の折衷タイプ：305・307
- 下部V字部分曲線が左右非対称：301・305
- 下部V字部分先端をステップ部まで延長：301・309・354

#### 湘南色以外の塗装
路線事情などにより湘南色以外の塗装で営業運転に投入された本系列の事例には、以下の4件がある。
関西急電色から湘南色への統一
1950年10月の東海道本線京阪神地区向け車両は、戦前以来の急行電車（関西急電→後の快速電車）運用に充当すべく、「関西色」と呼ばれる窓周りがベージュ（クリーム3号）、幕板部および腰板部が焦げ茶色（ぶどう色3号）の塗装を採用した。先頭車側面前寄り幕板部塗り分け線が、湘南色では曲線を挟み段付で上がるのに対し関西色では直線で斜めに上がるなど、正面塗り分け線にも差異がある。
1957年の東海道本線全線電化に伴う準急「比叡」用新製車の配置をきっかけとして、本系列の塗装は湘南色に統一することが決定したため消滅した。ただし、塗り分け線は湘南色も関西色に揃えられた。
青22号
大糸線転出車のクモユニ81003に施工された。「海坊主」という愛称で親しまれた。
横須賀色（スカ色）
- 横須賀線優等車補充用（32系電車・42系電車・70系電車の中間に連結）。
- 飯田線転出車のクモニ83形100番台・サハ87001に施工された。いずれも、戦前形各形式や70系との併結運用で、1978年に大量転入した湘南色の300番台車との併結は実施されなかった。
- 中央西線転出車で51系電車・70系電車の中間車として運用されたサハ85形100番台に施工された。種車はいずれも、前述の横須賀線優等車補充用として早期にスカ色化されていた車で、終生湘南色に戻る事はなかった。
- 両毛・吾妻線転出車で70系電車の制御車として運用されたクハ77形（二代目）に施工された。種車はいずれも、前述の横須賀線優等車補充用として早期にスカ色化されていた車で、終生湘南色に戻る事はなかった。

新潟色（赤2号・黄5号）
1964年9月から新潟地区向け車両に導入された塗色であり、車両の幕板部と腰板部を赤2号に、窓部を黄5号に配置している。これは雪の中や田園地帯でも良く目立つようにと考慮された結果である。最初に長岡運転所（現在：長岡車両センター）に転出したサハ85001・サハ85004・サハ87002・サハ87007・サハ87009 - サハ87011に施工され、51系電車・70系電車の中間車として運用された。上記のうちサハ85形2両は、前述の横須賀線優等車補充用として早期にスカ色化されていた車で、終生湘南色に戻る事はなかった。

### 駿豆鉄道乗り入れ対策
東海道本線三島駅から分岐する駿豆鉄道（現・伊豆箱根鉄道）駿豆線は、沿線に伊豆半島中部の温泉観光地帯が存在するため太平洋戦争前から国鉄列車の直通乗り入れ運転が行われていた。
戦中戦後の休止時期を経て1949年10月から客車列車による東京 - 修善寺間の温泉直通準急列車が「いでゆ」の愛称付きで再開された。翌年、本系列が東海道本線東京 - 沼津間・伊東線を運行開始すると修善寺行き温泉準急の電車化が検討されたが以下の問題点があった。
- 当時の駿豆線は老朽木造電車が主流の直流600V電化路線で、客車列車は三島での機関車交換により運転された。したがって直流1,500V規格の本系列による直通運転では定格の40%しか電圧を確保できず、電動発電機などの補助機器類も満足に動かすのは困難などの障害があった。
- 一部私鉄では制御装置や補助機器を低圧・高圧両用の特殊仕様とした複電圧車を少数製造して直通対策とする事例もあったが、保有両数が多く標準化も進められた本系列では運行本数の限られた温泉準急専用として特殊制御器を搭載する複電圧車導入は得策でなかった。

そこで妥協策としてモハ80形に最小限補機類のみを複電圧仕様に改造施工をする案が提された。
- 三島駅での構内転線作業に手間が掛かるが、客車列車でも機関車交換の手間は以前から存在していたことと全体的に比較的小改造で済むメリットがあった。
- 1,500 V電化区間で最高速度100km/h以上の性能の電車は、600V電化区間での全出力でも40 km/h程度の速度は確保できる。また当時の駿豆線は低規格で高速運転自体困難であり、その区間も20km足らずであった。東海道本線東京 - 三島間120kmで電車の性能を活かした高速運転が可能なら、全区間では在来客車列車より速度向上効果が見込めた。

結果的に補助電源系統のみを複電圧対応とする改造が一部車両に施工され、1950年10月からは本系列4両編成で、1952年3月からはサロ85形組み込みの5両編成による修善寺直通準急「あまぎ」「いでゆ」の運転が実施された。
三島での異電圧を伴う転線は、東海道本線・駿豆線間渡り線の短いデッドセクションを介在し、下り列車では以下の手順で行われた。
| \| \| ← 修善寺東京 → \| \| \| \| \| \| 電圧 \| 1,500 V \| 1,500 V \| 1,500 V \| 1,500 V \| 1,500 V \| \| 編成 \| クハ86 \| モハ80 （甲） \| サロ85 \| モハ80 （乙） \| クハ86 \| |                |               |         |               |         |
| モハ80は甲乙ともに1,500 V通電で運転し、三島到着。これを最初の停止とする。 |                |               |         |               |         |
| | ← 修善寺東京 → |               |         |               |         |
| 電圧 | 1,500 V        | 1,500 V       | 1,500 V | 1,500 V       | 1,500 V |
| 編成 | クハ86         | モハ80 （甲） | サロ85  | モハ80 （乙） | クハ86  |

| \| \| ← 修善寺東京 → \| \| \| \| \| \| 電圧 \| 1,500 V \| 1,500 V \| 1,500 V \| 1,500 V \| 1,500 V \| \| 編成 \| クハ86 \| モハ80 （甲） \| サロ85 \| モハ80 （乙） \| クハ86 \| |                |               |         |               |         |
| 転線に備えモハ80甲のパンタグラフを下げて無動力にし、モハ乙の1,500 V動力で600 V区間に修善寺側クハ86・モハ80甲までを推進させる。                                                   |                |               |         |               |         |
| | ← 修善寺東京 → |               |         |               |         |
| 電圧 | 1,500 V        | 1,500 V       | 1,500 V | 1,500 V       | 1,500 V |
| 編成 | クハ86         | モハ80 （甲） | サロ85  | モハ80 （乙） | クハ86  |

| \| \| ← 修善寺東京 → \| \| \| \| \| \| 電圧 \| 600 V \| 600 V \| デッドセクション \| 1,500 V \| 1,500 V \| \| 編成 \| クハ86 \| モハ80 （甲） \| サロ85 \| モハ80 （乙） \| クハ86 \| |                |               |                  |               |         |
| モハ乙デッドセクション直前で2度目の停止。 |                |               |                  |               |         |
| | ← 修善寺東京 → |               |                  |               |         |
| 電圧 | 600 V          | 600 V         | デッドセクション | 1,500 V       | 1,500 V |
| 編成 | クハ86         | モハ80 （甲） | サロ85           | モハ80 （乙） | クハ86  |

| \| \| ← 修善寺東京 → \| \| \| \| \| \| 電圧 \| 600 V \| 600 V \| デッドセクション \| 1,500 V \| 1,500 V \| \| 編成 \| クハ86 \| モハ80 （甲） \| サロ85 \| モハ80 （乙） \| クハ86 \| |                |               |                  |               |         |
| モハ乙のパンタグラフを降ろして無動力にすると共にモハ甲の補機類電圧切替スイッチを地上係員が操作しパンタグラフを上げる。                                                                |                |               |                  |               |         |
| | ← 修善寺東京 → |               |                  |               |         |
| 電圧 | 600 V          | 600 V         | デッドセクション | 1,500 V       | 1,500 V |
| 編成 | クハ86         | モハ80 （甲） | サロ85           | モハ80 （乙） | クハ86  |

| \| \| ← 修善寺東京 → \| \| \| \| \| \| 電圧 \| 600 V \| 600 V \| 600 V \| 600 V \| 600 V \| \| 編成 \| クハ86 \| モハ80 （甲） \| サロ85 \| モハ80 （乙） \| クハ86 \| |                |               |        |               |        |
| モハ甲600 V動力の牽引で東京側クハ86・モハ乙を600 V区間に引き入れ編成全体が通過後に3度目の停止。                                                                        |                |               |        |               |        |
| | ← 修善寺東京 → |               |        |               |        |
| 電圧 | 600 V          | 600 V         | 600 V  | 600 V         | 600 V  |
| 編成 | クハ86         | モハ80 （甲） | サロ85 | モハ80 （乙） | クハ86 |

| \| \| ← 修善寺東京 → \| \| \| \| \| \| 電圧 \| 600 V \| 600 V \| 600 V \| 600 V \| 600 V \| \| 編成 \| クハ86 \| モハ80 （甲） \| サロ85 \| モハ80 （乙） \| クハ86 \| |                |               |        |               |        |
| モハ乙も補機類電圧切替スイッチ操作を行いパンタグラフを上げる。2両の電動車に同等の電力が供給されるようになり、編成全体を通した総括制御可能状態となり転線完了。          |                |               |        |               |        |
| | ← 修善寺東京 → |               |        |               |        |
| 電圧 | 600 V          | 600 V         | 600 V  | 600 V         | 600 V  |
| 編成 | クハ86         | モハ80 （甲） | サロ85 | モハ80 （乙） | クハ86 |

上り列車では上述逆手順で転線が行われたが、1M方式の旧形国電であったために可能な方法であった。この転線は1959年9月に駿豆線が直流1500 Vへ昇圧したため終了し、ほぼ同時期に湘南準急充当車両も153系電車へ置換えられた。

### 冷房装置試験
電車特急計画（20系電車→151系電車）が具体化した段階で冷房装置の装備が決定したため、1957年8月にサロ85020に大井工場（現・東京総合車両センター）で屋根上に東京芝浦電気製分散式冷房装置4基と床下に冷房用電源として容量18 kVAのMGを搭載する改造工事が施工され、湘南準急に連結して試験が行われた。一時的な試験・サービスであるが、同車は国鉄電車として初の冷房車とされる。
サロ85020は試験終了後に大船電車区へ転出し、1年間冷房装置を使用した。しかし冷房時には窓を閉めるという習慣が理解出来ない乗客が多く使用には苦労した。その後冷房装置とMGは撤去された。冷房電源用の18 kVAのMGは157系の貴賓車クロ157-1に転用された。

### 回送運転台の設置

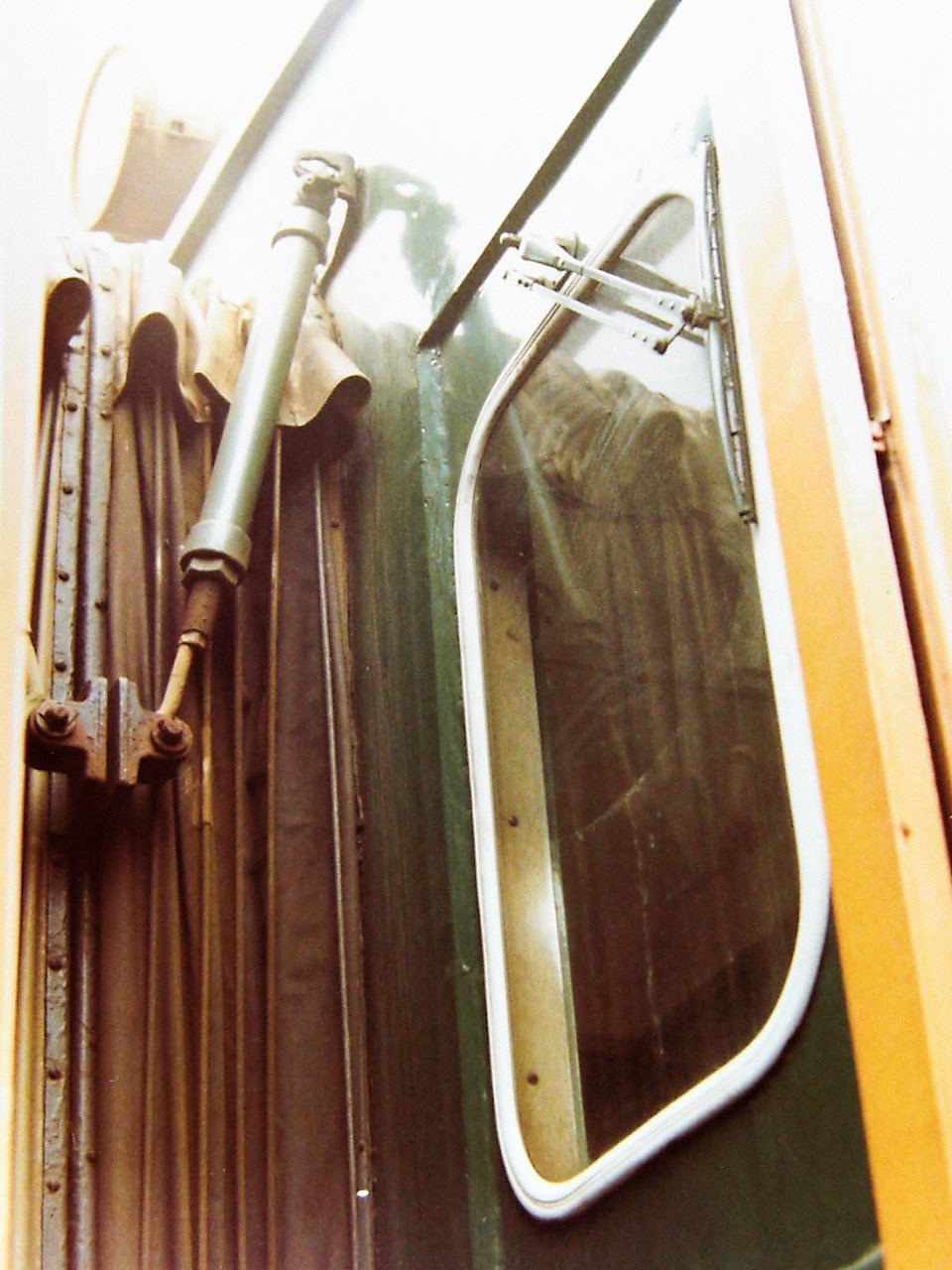
モハ80325の増設回送運転台

モハ80103・108 - 110は名古屋地区での増解結容易化のため、1958年から1959年にかけての改造により2位側に回送運転台を装備した。
300番台4両（モハ80316・80325・80341・80343）は飯田線急行「伊那」用として1969年3月 - 5月にかけての改造で、3位側に設置。増設運転台の前面窓（3位側）は後年になってHゴム固定窓化された。

### 更新修繕
1956年から1961年にかけて、1949年度・1950年度製車の全車と1951年度製車のうち、関西地区配属であったモハ80087・モハ80088、クハ86057・クハ86058、サハ87041 - サハ87043に施工された。桜木町事故を教訓とした絶縁強化工事と劣化した部品の交換が主な施工内容であるが、以下では主に外観上の変化について記述する。
86形全車に施工された工事
正面窓枠のHゴム支持化
前照灯の250 W化
タイフォンを300番台同様の正面中央下部に移設
一部の車に施工された工事
屋上通風器を300番台と同形状の物に交換
客用扉の交換
運行灯窓のHゴム支持化
戸袋窓のHゴム支持化(モハ80027以外の全車)
屋根布を雨樋直上から張り、張り上げ屋根を廃止(モハ80027以外の全車)
正面窓下に開閉式通風孔を設置
この結果、前述の通りクハ86059・クハ86060の2両のみが1960年代以降も正面窓枠が木製のまま残存した。また、修繕工事と相前後して、1956年度以前製造車の室内照明の蛍光灯化も施工された（一部の車は修繕工事と同時施工）。

### サロ85形の横須賀線転用
1959年から田町電車区（後の田町車両センター→現在：東京総合車両センター田町センター）配属のサロ85形の一部が横須賀線編成に転用され、32系電車・42系電車・70系電車・72系電車等との併結となることからジャンパ連結器や貫通幌の交換などが施工された。横須賀線編成が大船電車区（現在：鎌倉車両センター）に移管された1960年以降にも転用車は増加し、最終的に以下の11両が転用された。なお該当車両はその後の格下げ・3扉化等の際も70系電車等と併結運用された。
- サロ85001・サロ85003・サロ85004・サロ85006・サロ85010 - サロ85013・サロ85020・サロ85024・サロ85029・サロ85030

### 衝突事故復旧車（クハ86015）
クハ86015は1959年5月に東海道本線茅ケ崎駅付近で貨物列車と衝突し、前面が大破した。同車は1959年10月に復旧工事が行われたが、その際に正面左右窓に153系電車のクハ153形0番台車などと同様の曲面ガラス窓を使用した。
1968年の山陽本線転用後、1969年に他の初期車と同様にHゴム支持の平面ガラスによる3枚窓構成に再改造された。ガラス寸法は従来の3枚窓車とは異なる。

### 低屋根化改造車
身延線では1964年3月の準急「富士川」新設にあたって80系電車が投入されることになった。しかし同線は私鉄を買収した経緯からトンネル断面積が小さく、架線高もレール面からのパンタグラフ折畳高さが3,960mmの制約が設けられていた。このため本系列投入に際しモハ80形のパンタグラフ搭載部分を低屋根化する改造を浜松工場で施工した。1963年から1968年にかけてモハ80形300番台を種車に低屋根化改造が行われ、800番台に区分された。
急行格上げ後の「富士川」は1969年度に5両編成に増強されたが、これに伴い不足する予備車を確保するため、サハ87形100番台に低屋根化と電動車化改造を同時施工したモハ80形850番台が1970年度に登場した。
全車静岡運転所に集中配置とされたが、身延線での運用終了後は800番台の一部が大垣電車区を経て神領電車区へ、850番台が松本運転所へ転出した。
- モハ80317・モハ80322・モハ80323・モハ80330 - モハ80332・モハ80366・モハ80372・モハ80320・モハ80383・モハ80397・モハ80357 - 80359→モハ80800 - モハ80813
- サハ87108・サハ87111→モハ80851・モハ80852

### 2等車への格下げ車（サハ85形）
サロ85形は地方転出後1等車の需要が減少することおよびすでに1等車としての設備も見劣りすることから、1965年から1970年にかけて2等車への格下げ改造が新津・浜松・幡生の各工場で施工された。車両番号は種車のものをそのまま承継する。
また300番台車は1968年4月1日付で改造が施工されたが、同年中に後述のクハ85形に再改造された。
- サロ85001 - サロ85005・サロ85007 - サロ85010・サロ85013・サロ85014・サロ85021・サロ85025 - サロ85029・サロ85031・サロ85301・サロ85303 - サロ85307・サロ85309→サハ85同番号

### 先頭車化改造車
地方転出により短編成化されることから制御車が不足することになり、付随車の先頭車化で充当させるべく以下の改造が浜松・幡生・長野の各工場で施工された。種車により以下の番台区分がなされる。

#### クハ85形0番台・300番台
種車がサロ85形の区分で、1967年から1970年にかけて改造された。客室内はほぼそのままで定員は56人。前位側に運転台を取付け、前位客用扉を移設のうえ1,000mm幅に拡大した。前面形状はクモユニ74形に凖じた切妻構造とされたが、上部中央に白熱灯の前照灯1灯、助士席側上部に運行番号表示幕が設置された。
サロ85形から直接改造された車両と一旦サハ85形に改造された車両に分類されるが、304・311が相互に入れ替わった以外はどちらも車両番号はサロ時代の原番号を承継する。85300・301の2両は後年、前照灯シールドビーム2灯化改造が施工された。
- サロ85013 - サロ85019・サロ85022・サロ85023・サロ85034・サロ85035・サロ85300・サロ85302・サロ85308・サロ85310・→クハ85同番号・サロ85311→クハ85304
- サハ85005・サハ85007 - サハ85009・サハ85013・サハ85028・サハ85032・サハ85033・サハ85301・サハ85303・サハ85305 - サハ85307・サハ85309→クハ85同番号・サハ85304→クハ85311

#### クハ77形
サロ85形を70系用と併結するため3扉制御車に改造。ジャンパ連結器や貫通幌の交換などは横須賀線編成に転用時に施工済である。運転席の有無以外は前述のサハ85形100番台とほぼ同様の改造内容であるがデッキ仕切壁を残置させ本系列を継承しているのに対し、本形式では編成を組成するのが70系であり仕切壁撤去を施工したために別形式とされた。
- サロ85006・サロ85011・サロ85012・サロ85020・サロ85024・サロ85030→クハ77000 - クハ77004・クハ77006

前位側に非貫通運転台、後位側に便所、洗面所がある。種車の客室と出入り口の仕切りは撤去された、車体中央に片開きの幅1000mmの引き戸が設けられた。。
| 番号      | 改造年月日    | 種車番号  | 改造工場 | 落成配置 | 最終配置 | 廃車年月日    | 備考 |
| --------- | ------------- | --------- | -------- | -------- | -------- | ------------- | ---- |
| クハ77000 | 1968年9月21日 | サロ85006 | 長野     | 新前橋   | 新前橋   | 1978年5月8日  |      |
| クハ77001 | 1968年9月21日 | サロ85011 | 長野     | 新前橋   | 新前橋   | 1977年6月29日 |      |
| クハ77002 | 1968年9月24日 | サロ85012 | 長野     | 新前橋   | 新前橋   | 1978年8月11日 |      |
| クハ77003 | 1968年9月7日  | サロ85020 | 長野     | 新前橋   | 新前橋   | 1978年5月25日 |      |
| クハ77004 | 1968年9月17日 | サロ85024 | 長野     | 新前橋   | 新前橋   | 1978年5月25日 |      |
| クハ77006 | 1968年9月20日 | サロ85030 | 長野     | 新前橋   | 新前橋   | 1978年3月28日 |      |

#### クハ85形100番台
1973年から1975年にかけて長野工場で改造された。サハ87形100番台・300番台を種車とするグループのため定員76人で客用扉は前後とも1,000mm幅である。車両番号はサロ85形改造車との重複を避ける意味からも100番台に区分された上で新たに付番された。なおクハ85100・クハ85106 - クハ85111は他車（0番台・300番台を含む）より前面窓位置が若干低い位置にある。また85110・85111など改造竣工から3年足らずで廃車となった車も存在するほか、85111は本系列最後の新番号付与車である。
- サハ87100・サハ87101・サハ87103・サハ87107・サハ87303・サハ87323・サハ87304・サハ87302・サハ87316・サハ87317・サハ87306・87307→クハ85100 - クハ85111

### クモニ83形100番台

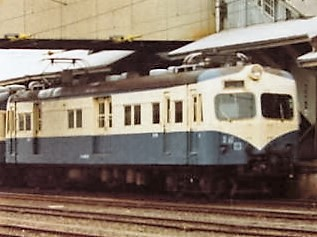
クモニ83103

クモユニ81形のうち飯田線での運用のため豊橋機関区（現在：豊橋運輸区）へ転属した3両は、郵便室を廃止し荷物室に振替える改造が1969年に浜松工場で施工された。形式的には72系電車改造のクモニ83形グループに属するが、同形式0番台・800番台とは異なり新性能電車との併結運転機能はない。
- クモユニ81004 - クモユニ81006→クモニ83101 - クモニ83103

### サハ85形の3扉化改造車（100番台）
神領電車区（現：神領車両区）に配置されたサハ85形のうち3両は、戦前形や70系電車等との併結となることからラッシュ対策のため1970年に浜松工場で車体中央部へ幅1,000mmの客用扉を設置し3扉化・新設ドア周囲の座席を種車の座席を流用してロングシート化する改造施工され100番台に区分された。なおジャンパ連結器や貫通幌の交換などは横須賀線転用時に施工済である。
- サハ85010・サハ85029・サハ85003→サハ85101 - サハ85103

### アコモ改善工事
1973年 - 1976年にかけて、以下に示す1955年度以前製造車を対象として陳腐化した内装をデコラ張り化・側窓枠アルミサッシ化・日除けロールカーテン化・トイレ改装等を施工した更新工事である。
モハ80形
007・027・035・050・066・084・089・096・098・099・105・106
クハ86形
001・002・004-007・010・011・013・014・017・018・022 - 026・028・030 - 033・038・041・045・057・073・075
サハ87形
006・019・030・033・039・041
なお本工事施工以前にクハ86005はアルミサッシ化が施工されたほか、モハ80027・モハ80089・モハ80096 - モハ80098・サハ87041は戸袋窓を木枠のままとし、モハ80027を除いてHゴム化された。

### PS23形パンタグラフへの換装
中央本線塩尻 - 中津川および篠ノ井線が電化された1973年には、低屋根化改造を行わなくとも低断面トンネルを通過可能なPS23形パンタグラフが開発されていたため、80系でもモハ80形の37両でPS23形への交換が行われた。交換車は車両番号の前に菱形マーク（◆）を付記して識別した。

### 前照灯シールドビーム化

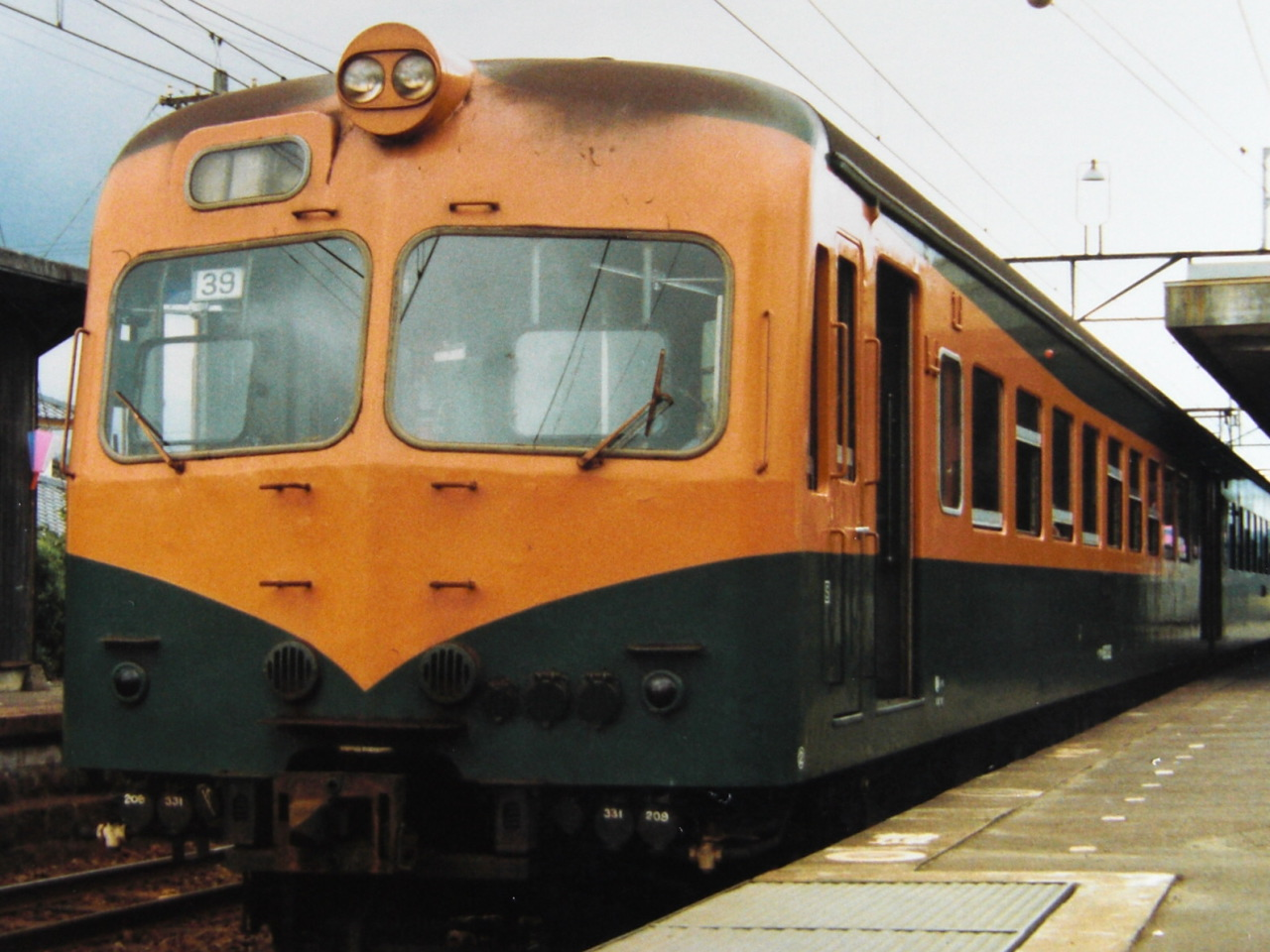
シールドビーム2灯化改造車のクハ86332（1982年）

トンネルの多い篠ノ井線での運用車は保安対策として1976年に前照灯のシールドビーム化が行われることになり、80系電車では松本運転所配置のクハ85300・301、クハ86332の3両に施工された。前照灯の形状は103系低運転台車のシールドビーム化改造車に凖じたものである。

## 運用
本系列は東海道本線東京 - 沼津間の客車普通列車置換えを目的とし、1950年（昭和25年）にモハ80形32両・クハ86形20両・サハ87形16両・サロ85形5両の計73両が田町電車区（後の田町車両センター→現・東京総合車両センター田町センター）に新製配置されたのをきっかけに、その後は京都 - 神戸間の急行電車52系電車「流電」置換えや高崎線電化開業に伴う客車普通列車置換えなどに続々と投入された。
さらに東海道本線全域のみならず、1952年（昭和27年）の高崎線電化、1958年（昭和33年）の山陽線姫路電化、東北本線宇都宮電化でも投入され、高崎第二機関区（現・JR貨物高崎機関区）・大垣電車区（現・大垣車両区）・宇都宮機関区（現・宇都宮運転所）にも新製配置が行われた。
80系電車は接客設備が電車としては良好であったため、優等列車をはじめとする座席指定列車に充当することも容易だった。ほかの旧形電車にはみられない各座席の席番表示（数字のみ）が、全車全席（ロングシート化改造部分を除く）にあった一方、70系電車などほかの旧形は、臨時の定員制列車（ワッペン列車など）などに充当するまでにとどめざるを得ない部分でもあった。
80系新製配置基地一覧
| 車両基地       | 配置開始年 | 主な運用線区         | 備考 |
| 田町電車区     | 1950       | 東海道本線・伊東線   | |
| 宮原電車区     | 1950       | 東海道本線・山陽本線 | 京阪神急電用 |
| 大垣電車区     | 1955       | 東海道本線           | 配置・運用終了は1978年 |
| 高崎第二機関区 | 1956       | 高崎線・上越線       | 1959年新前橋電車区開設により運用移管・全車転属 新前橋電車区では一部編成でクハ47形・サハ48形を混用 新前橋電車区は後年サロ85形改造のクハ77形を再配置 |
| 宇都宮運転所   | 1958       | 東北本線・日光線     | 日光線40系電車予備車不足時は40系電車と併結運用で3両編成を組成 80系電車旅客車営業運転の最短編成記録                                                 |

1960年代以降も国鉄電化の伸張に伴って運用線区を拡大したが、首都圏や京阪神地区では年々通勤客が増大し、ラッシュ時に車内が混み始め、各駅で円滑な乗降が不可能となっていた。特に東海道では打開策としてデッキ仕切り壁の撤去、ならびに3扉化改造を計画し、図面まで作成されたが、当時は山陽線や信越本線の電化区間延伸を控えていることもあり改造両数が多く、費用がかかるため不得策と判断されたことから計画を中止。111系・113系・115系など、より通勤輸送に適合する後継車への置換えで首都圏・京阪神地区では1960年代後半までにほぼ運用を離脱した。
余剰となった80系は、地方路線に転用されて客車列車の電車化などに充当された。発電ブレーキを搭載していないものの元々大出力主電動機を搭載しており、編成内電動車比率を高めれば急勾配区間での運用も十分に可能であることから山岳路線にも投入された。その結果、本州内直流電化区間の大半で主に普通列車として広範に運用された。
80系は当初より他系列電車との混結を考慮しない設計であり、改造車を含め旅客車に制御電動車が存在しないため、80系のみでの編成は最短でも2M2Tの4両となった。地方線区への転用過程で必須だった短編成化に伴うサロ85形・サハ87形のクハ85形化やサハ87形のモハ80形への改造も行われた。
1960年代には153系電車・165系電車が増備されて置換えが進められる一方で、本系列の準急列車運用は引き続き行われていた。本年代には長距離急行列車にも投入された例があるが、2等車に洗面所がない・車端部につり革とロングシートが存在・シートピッチや座席幅の狭い1次車や、更には混用されていた戦前形の存在（後述）など、接客設備が普通列車水準で、長距離優等運用に適さない問題点があったことから、いずれも短期間の運用に終わった。
しかし、1977年（昭和52年）になると余剰老朽化ならびに機器整備合理化の見地から3月に2両が廃車されたのを皮切りに、一気に廃車が加速。その後は113系2000番台・115系1000番台などの新製投入による代替で、段階的に本格的な廃車が開始された。最後まで残った飯田線では1983年（昭和58年）に営業運転を終了した。
1960年代首都圏・京阪神地区配置終了基地一覧
| エリア | 車両基地     | 運用最終年 | 備考                                                                                       |
| 首都圏 | 田町電車区   | 1962       | 111系電車・153系電車に置換え 大船電車区・静岡運転所に移管                                  |
| 首都圏 | 新前橋電車区 | 1965       | 115系電車・165系電車に置換え 後年サロ85形改造のクハ77形を再配置 70系電車の制御車として運用 |
| 首都圏 | 宇都宮運転所 | 1965       | 115系電車に置換え                                                                          |
| 首都圏 | 大船電車区   | 1968       | 1960年に田町区からサロ85形転入で配置 サロ85形以外は一時転入で1963年までに再転出            |
| 京阪神 | 宮原電車区   | 1964       | 1962年から高槻電車区へ段階的転出                                                           |
| 京阪神 | 高槻電車区   | 1968       | 113系電車に置換え                                                                          |

1960年代の新規配置基地一覧
| 車両基地             | 運用開始年 | 主な運用線区             | 運用終了年 | 備考 |
| 静岡運転所           | 1962       | 東海道本線・身延線       | 1979       | 一部編成でサハ75形(二代目)・クハ47形・サハ48形を混用 1979年は波動用編成の運用終了年で定期運用は1977年に終了 |
| 大船電車区           | 1960       | 横須賀線                 | 1968       | サロ85形のみ所属 32・42・70・72系との併結運用                                                               |
| 高槻電車区           | 1962       | 東海道本線・山陽本線     | 1968       | |
| 岡山運転区           | 1964       | 山陽本線・赤穂線・宇野線 | 1978       | クモユニ81形は戦前形各形式との併結運用（クモハユニ64形と共通運用）                                          |
| 広島運転所           | 1964       | 山陽本線・呉線           | 1978       | |
| 長岡運転所           | 1967       | 上越線・信越本線         | 1978       | サハ85・87形のみ所属 51系電車・70系電車との併結運用                                                         |
| 豊橋機関区           | 1968       | 飯田線                   | 1983       | 1978年まではクモニ83形 サハ87001のみ所属 クモニ83形は戦前形各形式とサハ87001は32・42・51・70系との併結運用  |
| 新前橋電車区         | 1968       | 両毛線・吾妻線           | 1978       | クハ77形のみ所属 70系電車との併結運用                                                                       |
| 松本運転所北松本支所 | 1969       | 大糸線                   | 1981       | クモユニ81003のみ所属 戦前形各形式との併結運用                                                              |

1970年代の新規配置基地一覧
| 車両基地   | 運用開始年 | 主な運用線区               | 運用終了年 | 備考                                                                            |
| 神領電車区 | 1970       | 中央本線 篠ノ井線          | 1980       | 新規開設に伴う 大垣電車区から一部運用移管 サハ85形100番台は51・70系との併結運用 |
| 下関運転所 | 1972       | 山陽本線                   | 1978       | 広島運転所から一部運用移管                                                      |
| 長野運転所 | 1972       | 信越本線 中央本線 篠ノ井線 | 1974       | 381系電車増備により ローカル列車充当用車両と運用を 松本運転所に移管             |
| 松本運転所 | 1974       | 信越本線 中央本線 篠ノ井線 | 1978       | 381系電車増備により ローカル列車充当用車両と運用を 松本運転所に移管             |

### 東海道本線東京口・静岡地区
1950年（昭和25年）3月1日に「湘南伊豆電車」（→「湘南電車」）の愛称で東海道本線東京 - 沼津間・伊東線での運用を開始した。配置は田町電車区である。東京口では同年7月に静岡、1951年には2月に浜松へと運用領域を拡大したほか、サロ85形が増備され「基本10両編成+付属5両編成」の形態となり、郵便荷物車1両を含む電車としては当時世界最長最大の16両編成での運転を実施した。
東海道本線東京口16両編成
| ← 浜松東京 → |   |          |          |          |          |          |          |          |          |          |          |   |          |          |          |          |          |
| クモユニ 81  | + | クハ 86  | モハ 80  | サハ 87  | モハ 80  | サロ 85  | サロ 85  | モハ 80  | サハ 87  | モハ 80  | クハ 86  | + | クハ 86  | モハ 80  | サハ 87  | モハ 80  | クハ 86  |
|              |   | 基本編成 | 基本編成 | 基本編成 | 基本編成 | 基本編成 | 基本編成 | 基本編成 | 基本編成 | 基本編成 | 基本編成 |   | 付属編成 | 付属編成 | 付属編成 | 付属編成 | 付属編成 |

1950年（昭和25年）10月、伊豆方面への温泉準急列車「あまぎ」「いでゆ」「はつしま」に投入され、東京 - 熱海間において当時の客車特急列車と同等の所要時間90分で走行する高速運転を行った。当時は中央線に通勤形車両を使用して運行されていた料金不要の「急行電車」と区別するため、準急行料金を徴収する80系使用の準急は準急電車とは呼ばず「湘南準急」と呼んでいた。
1958年（昭和33年）の153系登場後は準急運用が順次置き換えられ、1961年（昭和36年）以降は大船電車区や静岡運転所に移管された。普通列車も1962年（昭和37年）の111系投入開始により新性能化が進められた。
その後も静岡地区を中心に使用され、東京駅へ乗り入れる運用も存在したが、1977年（昭和52年）3月28日には80系の東京駅乗り入れ運用が終了した。113系の増備により、1978年（昭和53年）には静岡地区での80系の運用も終了した。

### 東海道本線中京地区

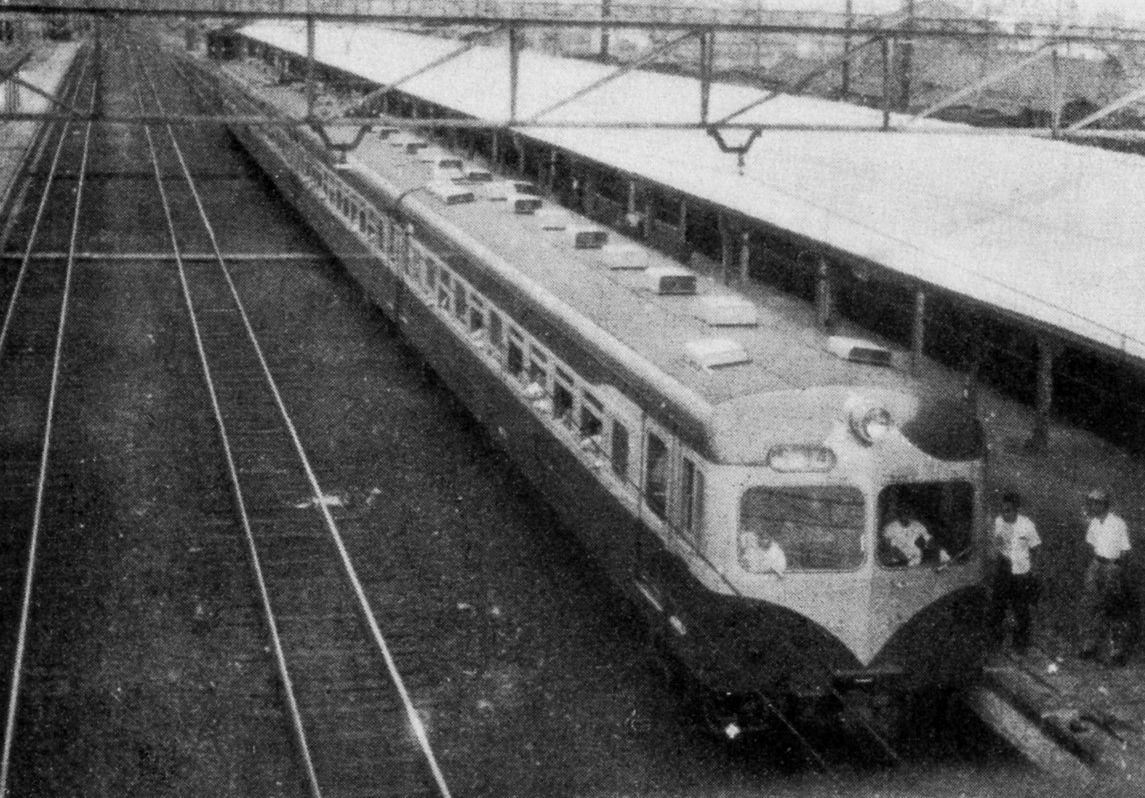
刈谷駅構内の80系（1955年頃）

1955年（昭和30年）に東海道本線の名古屋駅 - 米原駅間が電化され、豊橋駅 - 大垣駅間の快速列車の電車化のため80系が大垣電車区に配置された。
1957年（昭和32年）には東京 - 名古屋・大垣間の準急列車「東海」が新設され、名古屋・大阪・神戸間急行「比叡」とともに全金属車の300番台が投入された（サロのみ一部0番台を含む）。従来の客車急行列車を凌ぐ俊足と高められた居住性により、電車でも長距離優等列車運用が可能であることを実証した。
| 「東海」（担当：大垣電車区） |         |         |         |         |         |         |         |         |         |
| ← 大垣・名古屋東京 →         |         |         |         |         |         |         |         |         |         |
| クハ 86                      | モハ 80 | サハ 87 | モハ 80 | サロ 85 | サロ 85 | モハ 80 | サハ 87 | モハ 80 | クハ 86 |

準急「東海」は1959年（昭和34年）に153系へ置き換えられたが、80系は引き続きローカル輸送で使用された。1968年（昭和43年）には神領電車区にも東海道線用の80系が配置されたが、後に中央西線用車両のみの配置となった。1978年（昭和53年）に113系2000番台が大垣電車区に投入されたのに伴って、同年3月に名古屋地区での80系の運用を終了した。

### 東海道・山陽本線京阪神地区

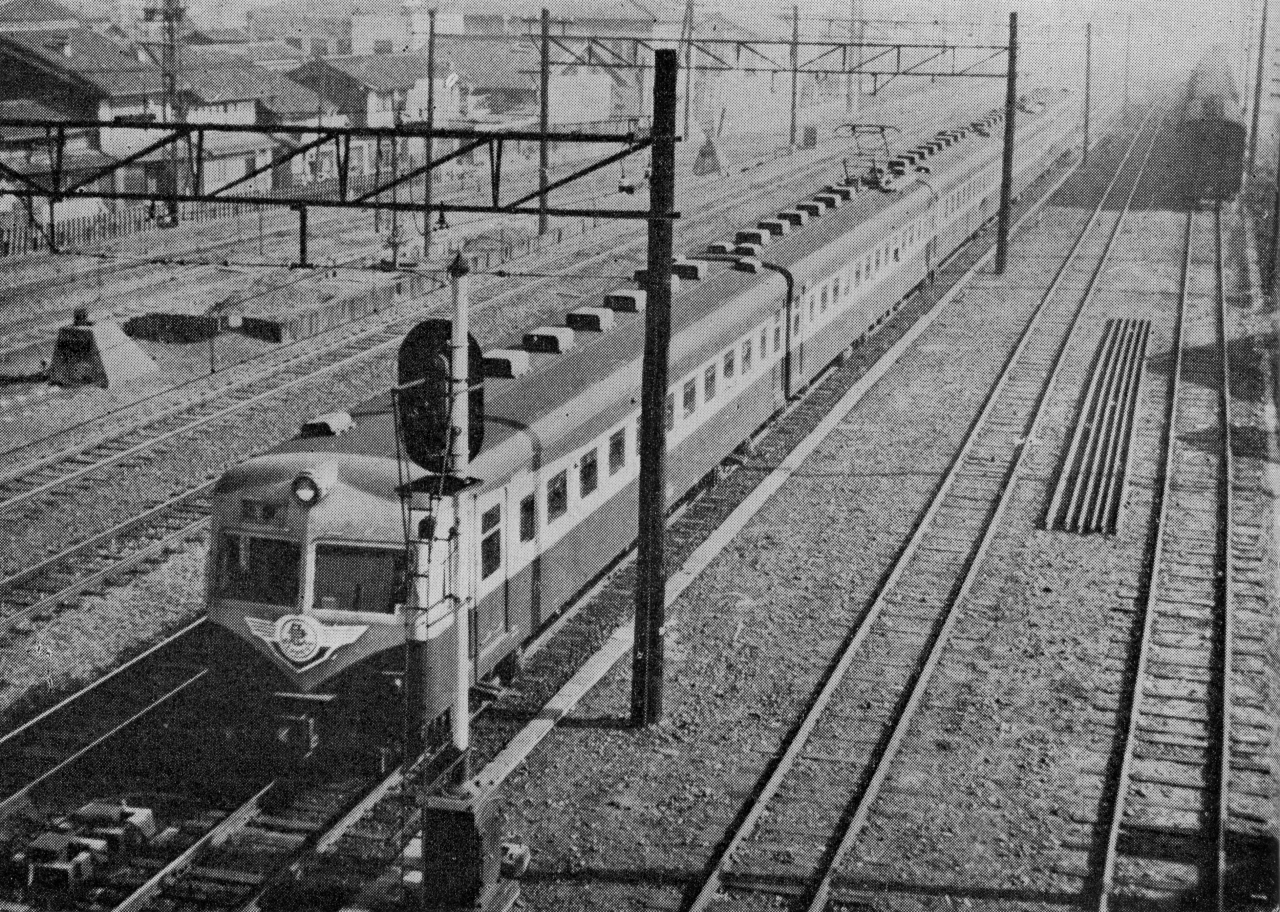
関西急電の80系（1954年頃）

京阪神地区の東海道本線・山陽本線へは京都駅 - 神戸駅間の急行電車（関西急電）を戦前形のモハ42系電車・52系電車から置換えるために1950年（昭和25年）10月から宮原電車区（→宮原総合運転所→現・網干総合車両所宮原支所）に配置された。置き換えられた42系は横須賀線へ、52系は阪和線へ転用された。
塗装は52系と同様にクリーム色と茶色（クリーム3号とぶどう色3号）の関西急電色となった。当初はクハ86形・モハ80形2両ずつの4両編成7本28両で運転が開始されたが、好評を得たことから数回にわたり車両増備を繰り返し、1952年（昭和27年）8月からはサハ87形を増結した5両編成となった。また、宮原区には1956年（昭和31年）11月の東海道本線全線電化に伴う米原 - 京都間で客車列車置換え用車両も配置された。東海道線全線電化に伴って塗装は湘南色に統一され、関西急電色は消滅した。1957年（昭和32年）には急行電車が快速電車（京阪神快速）に改称された。
全金属車の300番台が投入された1957年（昭和32年）からは、名古屋 - 大阪・神戸間の準急「比叡」に投入された。「比叡」は名阪間所要最短2時間39分を達成、当時の名古屋 - 大阪間の輸送において競合する近畿日本鉄道との競争でも優位に立つことができた（当時の近鉄は名古屋線と大阪線との間で軌間が異なり、特急でも伊勢中川駅での乗り換えを要した）。「比叡」は1958年（昭和33年）に153系電車へ置換えられた。
| 「比叡」（担当：宮原電車区） |         |         |         |         |         |         |         |         |         |
| ← 神戸・大阪名古屋 →         |         |         |         |         |         |         |         |         |         |
| クハ 86                      | モハ 80 | サハ 87 | モハ 80 | サロ 85 | サハ 87 | モハ 80 | サハ 87 | モハ 80 | クハ 86 |

その後、1960年（昭和35年）6月から東京 - 姫路間の臨時夜行急行「はりま」が80系で運転され、80系による最長距離運行列車となった。理由は車両不足によるものであり、翌1961年（昭和36年）7月には153系電車に置換えられた。
1962年（昭和37年）からは京阪神緩行線の1等車連結廃止に代わって快速電車に1等車が連結されるようになった。
1964年（昭和39年）4月24日、東海道本線草薙 - 静岡（当時）間の踏切で下り特急列車「第1富士」が横断中のダンプカーと衝突した事故で、当日の下り「第1富士」大阪 - 宇野の区間運転と、折り返しとなる上り「うずしお」の代走に、高槻電車区（現・網干総合車両所明石支所高槻派出所）所属の本系列7両編成が投入された。事故による当日限りの緊急措置ではあったが、特急料金を要する特急列車で国鉄旧性能電車が運用された唯一の事例となった。
| ← 宇野大阪 → |         |         |         |         |         |         |
| クハ 86      | モハ 80 | サハ 87 | モハ 80 | サロ 85 | モハ 80 | クハ 86 |

1964年（昭和39年）より快速電車へ113系の投入が開始され、80系は1968年（昭和43年）に京阪神快速での運用を終了した。

### 山陽本線岡山・広島地区

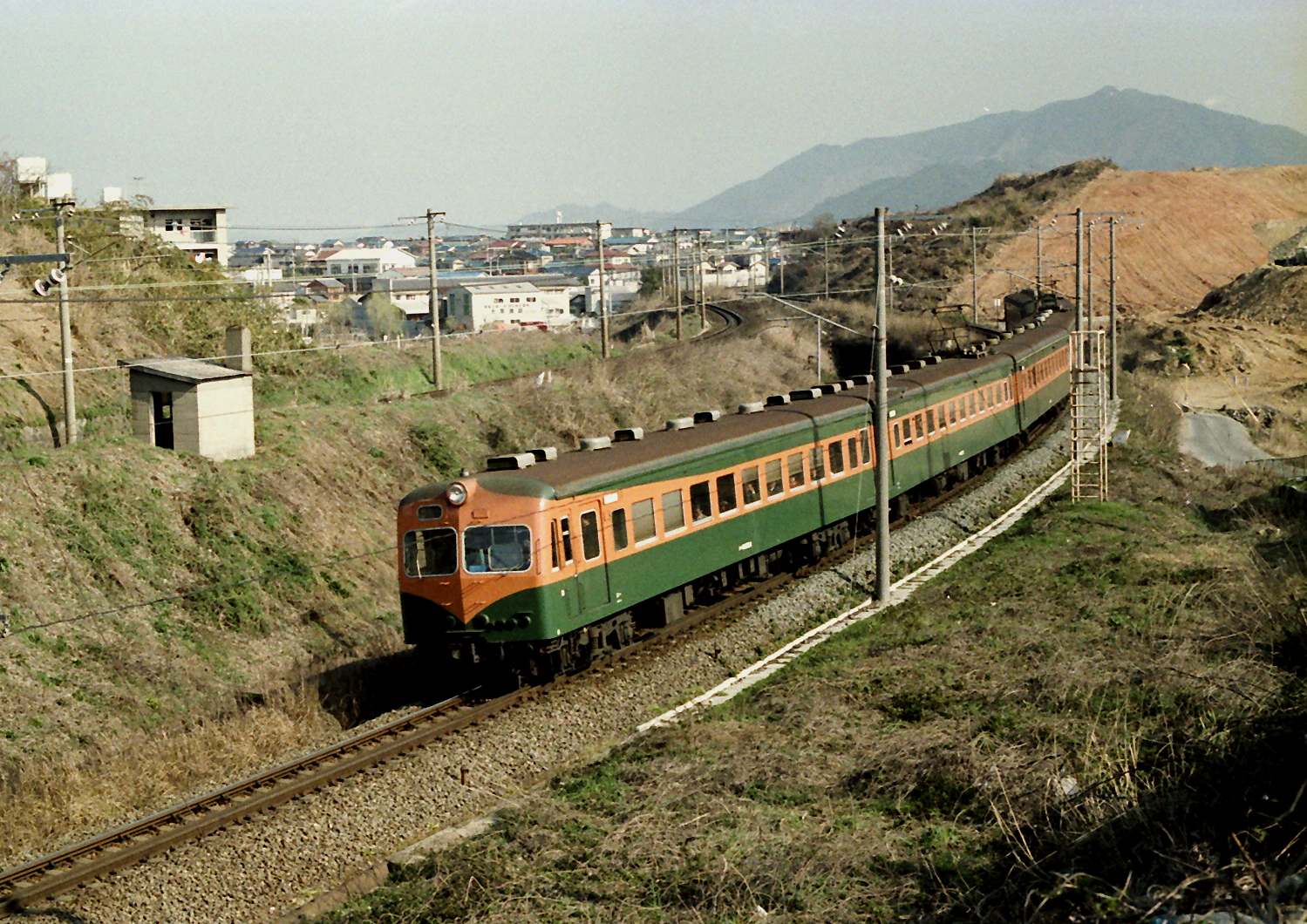
山陽本線を走行する80系（新下関 - 幡生間、1978年）

1962年（昭和37年）に山陽本線岡山駅 - 広島駅間が電化された翌年の1963年（昭和38年）より関東地区の80系が転入し、広島運転所に配置された。1964年（昭和39年）10月1日には山陽本線が全線電化され、最盛期には岡山電車区・広島運転所・下関運転所の3区所に配置があった。1970年（昭和45年）に電化された呉線でも運転されている。
1975年（昭和50年）3月ダイヤ改正により広島運転所所属サハ85014・85021・85026・87016が休車。1977年（昭和52年）に廃車され、実質的な最初の用途廃止となった。111系や115系の投入による新性能化に伴い、山陽地区の80系は1978（昭和53）年度に運用を終了した。
1984年（昭和59年）に飯田線充当車が廃車された後も車籍を有していたのは、保存予定で柳井駅構内に留置されていたモハ80001のみとなったが、1985年（昭和60年）に廃車となり、電気機関車牽引で配給回送された。

### 高崎線・上越線・信越本線
上越線は1947年（昭和22年）に全線の電化が完了したが、高崎線の電化は1952年（昭和27年）であった。1956年（昭和31年）に80系のシートピッチ拡大・耐寒耐雪車の200番台が高崎第二機関区に新製投入され、上野 - 水上間で運転を開始した。1959年（昭和34年）には新前橋電車区が開設され、80系の配置も同区に移管された。
高崎線・上越線筋でも1958年（昭和33年）11月から上野 - 水上間の「ゆけむり」をきっかけに、以下の準急列車に投入された。
- 「あかぎ」（上野 - 前橋）
- 「苗場」（上野 - 越後湯沢）
- 「ゆきぐに」（上野 - 長岡）

1962年（昭和37年）6月の信越本線新潟電化完成により、これ以前に上野 - 長岡間準急「ゆきぐに」2往復のうち本系列で運転されていた1往復の区間延長・急行列車格上げの形で、下り「弥彦」・上り「佐渡」に本系列が投入された。
下り「弥彦」・上り「佐渡」編成
| ← 上野新潟 → |         |         |             |         |         |             |
| クハ 86(47)  | モハ 80 | モハ 80 | サハ 87(48) | サロ 85 | モハ 80 | クハ 86(47) |

車両は、高崎線普通列車と共通運用となる新前橋電車区（現・高崎車両センター）所属車が投入された。準急列車仕様の300番台のみでの編成組成ができずに正面3枚窓のクハ86形初期車や、制御車および付随車不足から本系列の編成に混用されていた戦前形のクハ47形・サハ48形も組み込まれるなどの問題や、客車急行と違って食堂車がないといったサービス面での問題を抱えながらも、清水トンネルを挟む区間においても補助機関車連結の必要がないなど、電車ならではの速達性から客車急行より利用率は高く、好評を博した。本系列の投入は一時的な措置であり、1963年（昭和38年）3月には残存していた客車急行も含め新たに開発された165系電車に置換えられた。
1963年（昭和38年）から粘着運転に切り替わった信越本線横川 - 軽井沢間で運用される車両には、EF63による牽引・推進運転に対応する、通称「横軽対策」を施工した。
165系や115系の投入に伴い、1965（昭和40）年度には新前橋電車区への80系の配置がなくなった。

### 東北本線・日光線
1958年（昭和33年）の東北本線宇都宮電化に伴って、80系が宇都宮機関区（後の宇都宮運転所）に投入された。1959年（昭和34年）には東北本線が黒磯駅まで直流電化（以北は交流電化）、日光線も同年に直流で電化された。
東北本線系統では以下の優等列車に80系が投入された実績がある。
- 「ふたあら」（上野 - 宇都宮）
- 「だいや」（上野 - 日光）
- 「しもつけ」（上野 - 黒磯）

日光線では40系電車3両編成の予備車が不足した際にクモハ40＋モハ80＋クハ86という3両編成で営業運転を行ったケースがあり、本系列旅客営業最短編成記録である。
115系の投入により1963（昭和38）年度に宇都宮運転所への80系の配置がなくなった。

### 信越本線・中央東線
1972年（昭和47年）に80系が長野運転所（現・長野総合車両センター）に配置され、信越本線高崎 - 直江津間の客車普通列車を置き換えた。1973年（昭和48年）の中央西線・篠ノ井線電化後は松本運転所にも配置され、中央東線甲府以西の普通列車に投入された。
1975年（昭和50年）には長野運転所配置車も松本運転所に移管され、信越本線と中央東線が共通運用となった。1977年（昭和52年）より115系1000番台の投入により置き換えられ、80系の運用は消滅した。

### 中央西線
1973年（昭和48年）の中央本線中津川 - 塩尻間電化完成により、中央西線・篠ノ井線用の80系が神領電車区に配置され、主に中津川 - 松本間のローカル列車に使用された。篠ノ井線は善光寺の御開帳に合わせて同年4月1日に先行電化され、中央西線の全線電化は5月27日であった。
電化完成を受けた1973年（昭和48年）7月10日のダイヤ改正では、名古屋 - 長野間特急「しなの」6往復に振り子式電車の381系が投入され、中津川 - 松本・長野間の普通列車に神領電車区の80系が投入された。急行列車も名古屋 - 長野間「きそ」など4往復が165系により電車化されたが、急行の多くは気動車のまま残された。
急行「天竜」も引き続き58系気動車で運転されていたが、塩尻 - 長野間の下り1号には例外的に80系電車が投入され、普通車のみの4両編成で運転された。80系最後の急行運用であったが、1978年（昭和53年）5月に115系に置き換えられて急行運用を終了した。
115系1000番台が松本運転所に投入されたのに伴い、80系は1980年（昭和55年）3月に中央西線系統での運用を終了した。

### 飯田線
飯田線では1961年（昭和36年）より大垣電車区の80系300番台により名古屋 - 辰野間準急「伊那」の運転を開始した。「伊那」は急行に格上げされたが、身延線急行「富士川」とともに1972年3月のダイヤ改正で165系化された。
1968年（昭和43年）にはクモユニ81形3両が転入し、間もなく荷物車に改造されてクモニ83形100番台となり、運用された。1971年（昭和46年）にはサハ87001が転入し、横須賀色となって戦前製国電とともに使用されていた。
1978年（昭和53年）には東海道本線での運用を終了した300番台が飯田線豊橋口に転用され、戦前製の旧形電車が順次置き換えられた。先述のサハ87001は52系電車とともに置き換えられて廃車となっている。300番台は豊橋機関区に集中配置され、基本4両編成に朝夕は一部モハ（増結側貫通路閉鎖）+クハを増結するという特徴的な運用が行われた。
1983年（昭和58年）には119系電車に置換えられ、本系列はすべての営業運転を終了した。ただし、旅客運用が2月24日までであったのに対して、クモニ83形100番台3両は他の旧形との混成で6月末まで運用が残り、それが最後の営業運転である。
廃車回送については、他の旧形車と同時期となったため解体作業に相当な期間を要し、編成単位での旅客車はクハ86301＋モハ80302＋モハ80349＋クハ86342が営業運転終了から1年以上経過した1984年（昭和59年）3月1日に、車両単位ではクモニ83103＋クモハ54129＋クモハ61005＋クハ68420＋クモニ83102が同年3月14日に実施され終了した。いずれも、西浜松駅構内に留置されていた編成が東海道本線経由で西小坂井駅まで下り、折り返し豊橋駅を経由して飯田線に入り、日本車輌製造豊川製作所まで回送されるルートで、本線上での自力走行は本件が最後となった。
豊橋機関区最終所属車一覧
| ← 豊橋辰野・上諏訪 → | ← 豊橋辰野・上諏訪 → | ← 豊橋辰野・上諏訪 → | ← 豊橋辰野・上諏訪 → | 備考       | 備考           | 備考       |
| クハ                 | モハ                 | モハ                 | クハ                 | 運用離脱日 | 疎開先         | 廃車日     |
| -------------------- | -------------------- | -------------------- | -------------------- | ---------- | -------------- | ---------- |
| 86300                | 80341                | 80365                | 86354                | 1983.2.13  | 西浜松駅       | 1983.6.30  |
| 86307                | 80300                | 80304                | 86334                | 1983.2.14  | 牛久保駅       | 1984.1.27  |
| 86309                | 80326                | 80392                | 86338                | 1983.2.15  | 西浜松駅       | 1983.5.28  |
| 86329                | 80379                | 80309                | 86302                | 1983.2.16  | 中部天竜機関区 | 1983.7.15  |
| 86347                | 80325                | 80314                | 86306                | 1983.2.17  | 中部天竜機関区 | 1983.8.12  |
| 86313                | 80350                | 80343                | 86346                | 1983.2.18  | 西浜松駅       | 1983.12.13 |
| 86339                | 80384                | 80391                | 85104                | 1983.2.21  | 西浜松駅       | 1983.9.26  |
| 86353                | 80340                | 80311                | 86308                | 1983.2.22  | 西浜松駅       | 1983.4.27  |
| 86301                | 80302                | 80349                | 86342                | 1983.2.23  | 西浜松駅       | 1984.3.13  |
| 86305                | 80310                | 80373                | 85108                | 1983.2.24  | 西浜松駅       | 1984.1.12  |
|                      |                      | 80345                | 86366                | 1983.2.24  | 西浜松駅       | 1983.4.27  |

### 身延線
身延線では1964年（昭和39年）から準急「富士川」の運行が開始された。身延線の狭小トンネル通過対策として、モハ80形ではパンタグラフ搭載部分を低屋根化した。
1966年（昭和41年）3月ダイヤ改正から運転区間が100 kmを超える準急はすべて急行列車となり、「富士川」も急行格上げとなった。残った準急列車もすべて1968年（昭和43年）10月ダイヤ改正で急行列車に統合された。急行「富士川」での運用は飯田線急行「伊那」とともに 1972年（昭和47年）3月のダイヤ改正で165系化された。

### 非電化路線への直通
行楽客へのサービスの一環として、首都圏の非電化区間に蒸気機関車やディーゼル機関車の牽引で直通運転を行った。連結器の形状が異なる機関車との間には控車を連結し、それにサービス電源用のバッテリーを多数搭載して簡易電源車に仕立て、客室照明や車内放送など最小限の電源を賄い、無電源問題を解決するというユニークな試みも見られた。
本件については2つの事例が確認できる。その後は直通気動車列車の導入や路線電化の進展で発展的解消を遂げているが、本系列が中距離行楽列車などにも適した設備を備えていたことも含め、この種の特殊な運用・改造・改良・試行錯誤は、後の技術蓄積や運用計画に大きな影響を与えた。

#### 長野原線への直通
高崎鉄道管理局では、東京から草津まで乗り換えなしをうたい、1960年（昭和35年）4月29日から5月末までの土曜日・日曜日に上野 - 長野原（現・長野原草津口）間に準急「草津」を運転した。長野原線（現・吾妻線）は当時非電化のため、C11またはC58+控車兼電源車のオハユニ71形を本系列4両編成に連結して運転した。
さらに1961年（昭和36年）5月6日から6月24日の土曜日・日曜日の運転では、愛称を「草津いでゆ」に改称。上野 - 渋川間は「上越いでゆ」の153系との併結運転とし、長野原線内は本系列4両編成が前年同様に蒸気機関車牽引で乗り入れた。153系電車は電磁直通ブレーキの機能を停止して併設の自動空気ブレーキを用い、80系との併結部には特殊ジャンパ連結器を設置して運転された。

#### 房総地区への直通
房総地区へ海水浴客を輸送する「房総夏ダイヤ」の一環として、1964年（昭和39年）に本系列6両編成による下り中野・上り新宿 - 館山間の臨時準急「白浜」が運転された。本列車は稲毛 - 館山間でDD13重連+電源車クハ16形の牽引による運転となった。同様の運行は1963年（昭和38年）に153系電車4両編成で運転された臨時準急「汐風」（中野 - 館山、機関車連解結は千葉）が最初であった。
1964年（昭和39年）8月12日 - 8月14日にかけて、編成中のモハ80形一両に不具合が生じ、代走としてモハ72形一両を組み込んだ珍しい混成編成で運転された。

## 影響
本系列が日本の鉄道車両界に与えた影響として、茶色1色塗装が当然であった時代に「湘南色」と呼ばれたオレンジと緑の塗り分け塗装を導入し、利用者・鉄道事業者双方に新鮮な驚きを与えて、以後の鉄道における多彩な車両塗色導入を喚起したことと、クハ86形2次車以降で採用された後に「湘南顔」と呼ばれる先頭車の前面2枚窓デザインが挙げられる。

### 湘南色
湘南色は80系以降の国鉄の直流近郊形・急行形電車の標準塗色の一つとなり、現在の本州JR各社にまで引き継がれ、東海道本線で運用された211系、さらにJR化後に製造されたE231系・E233系やJR化後に改造された宇都宮線（東北本線）用の205系600番台にも、帯色としては多少色が薄いものの湘南色が受け継がれている。
また本系列および70系で採用された、運転台周りでの前窓を囲んで菱形を呈した曲面塗り分けは「金太郎塗」と呼ばれ、初期の試作型気動車をはじめ多くの私鉄でも採用された。

### 湘南顔
80系以前の日本の電車前面は、中央にしばしば貫通扉があったことや、デザイン面の慣例も手伝って3枚窓がほとんどであったが、クハ86形2次車以降の2枚の大窓を採用した前面形状は1950年代を通じ、国鉄・私鉄を問わず日本の鉄道界には同種の正面2枚窓デザインが流行した。
一般の電車に加えて路面電車・電気機関車・気動車・ディーゼル機関車・鋼索線車両にも伝播し、森林鉄道向け小形ディーゼル機関車（酒井工作所製C4・F4形など）や、鉱山鉄道のナローゲージ電気機関車（日本輸送機1962年製）、国鉄の保線工事用モーターカーに至るまで採用された。
2枚窓デザインには、運転士に広い運転室と良好な視界を確保できる実利性があり、また一般にアピールするデザイン面でも斬新な印象を与えられるメリットがあった。
基本は、中央上部に1灯埋め込み式前照灯を設置し、前面上半部を後傾。正面中央を折り曲げた「鼻筋の通った」デザインである。ただし、前面窓を1段窪ませる・前照灯を窓下に降ろして2灯化・「鼻筋」を廃して丸みのあるデザインに変更するなど、無数のアレンジメントも存在する。さらには、新製車ばかりでなく旧形車の更新改造で改装する例も見られた。これらの車両をその後は「湘南タイプ」・「湘南スタイル」・「湘南顔」と呼ぶようになった。また、大型のスカートを装着して「海坊主」と呼ばれた車両も存在する（DD50など）。
国鉄では以下の採用例がある。
- 電車 - 70系、クモヤ93000
- 気動車 - キハ44000形、キハ44100・44200形、キハ44500形、キハ02形・キハ03形
- 機関車 - EF58形、DD50形、DF90形

なお、日本で最初にこの前面スタイルを採用した鉄道車両は、1950年末 - 1951年初頭に旧形ボギー気動車を2両に分断改造した西大寺鉄道の単端式気動車キハ8・キハ10であると言われているが、そのデザイン採用に至った当時の経緯は定かでない。
第二次世界大戦前の流線形ブーム期には、前面中央を分割線として窓を2枚（または偶数の4枚、6枚）に左右対称配置する手法自体は、電車・気動車で広く見られた。工業デザインでも流線形の導入が鉄道より早期で広範であった自動車デザインの世界では、1930年代の流線形ブーム期から、平面のフロントウインドシールドを中央ピラーで2分割して傾斜させるデザイン手法が先行して急速に広まっており、クハ86形2次車が出現した1950年時点では乗用車・バスのいずれにおいても珍しくない形状であった。だが日本では鉄道での湘南形流行期と同時期、自動車では視界改善の必要から、1枚ものの曲面ガラスを用いたピラーレスのフロントウインドシールドが主に用いられるようになり、その傾向は特殊車両を除いて21世紀初頭まで続いている。80系が戦前形流線形電車や先行する自動車からモチーフを援用した部分があったのか否かは、開発者やその周辺からは明らかにされていない。
関東私鉄をはじめとする東日本地域では、京浜急行電鉄や東武鉄道、京王帝都電鉄（現：京王電鉄）、東京急行電鉄、小田急電鉄、相模鉄道、京成電鉄など大手・準大手に加え、中小私鉄では、日車標準形車体のカルダン車である長野電鉄2000系・秩父鉄道300系・富士急行3100形などに、また路面電車でも東京都電・横浜市電など、果ては軽便鉄道や北海道の簡易軌道路線にまで、同種の2枚窓を持った車両が登場した。
特に西武鉄道については極めて強い影響を与えており、551系以降のセンターピラーによる連続窓化や、新101系のようにブラックアウト処理など独自のアレンジを加えながら1987年（昭和62年）まで製造され続けることになるが、路面電車では運転台と出入口との配置に制約が生じることから、採用しなかった社局もある。
東日本大手私鉄では以下の車両で見られた。
- 東武鉄道 - 5700系（5700形のみ）、キハ2000形、100形・200形（日光軌道線）
- 京王帝都電鉄 - 2700系、2000系 (二代目) 、2010系、1900系、1000系（初代）、3000系
- 西武鉄道 - 501系（初代）501系 (二代目)  、新101系、301系、3000系
- 京成電鉄 - 1600形
- 東京急行電鉄 - 5000系（初代）、5200系、デハ200形電車（玉川線）
- 京浜急行電鉄 - 500形、京急600形電車 (初代)（初代）、700形（初代）、800形（初代）、1000形（初代、1001 - 1048編成）
- 小田急電鉄 - 2300形
- 相模鉄道 - 5000系（初代）

中部以西では、名古屋鉄道・近畿日本鉄道・西日本鉄道なども採用し、関西地方の私鉄や静岡鉄道駿遠線・三重交通・下津井電鉄、井笠鉄道など一部の軽便鉄道にまで影響を与えた。しかし関西では、元々多客時に短編成車を随時増結して輸送力を確保する弾力的な車両運用を好む会社が多く、前面非貫通となり車両間の通り抜けができないことから運用上は敬遠されることが多かった。
結果としてその他の会社でも、各社1形式 - 3形式程度しか類似タイプの車両は製造されなかった。ただし、南海電気鉄道では11001系電車（モハ11009以降）・21000系電車が長く主力車として運用された。最終的にこのタイプの車両を製造しなかったのは、法令で貫通扉を設けることが義務付けられている地下鉄車両を除くと京阪神急行電鉄（現在：阪急電鉄）がある。
西日本大手私鉄では以下の車両で見られた。
- 名古屋鉄道 - 5000系（初代）
- 近畿日本鉄道 - 460系 (モ466 - モ475)、5801形 (モ5801 - モ5806)、800系、880系
- 阪神電気鉄道 - 3011形、5001形（初代）
- 南海電気鉄道 - 21000系、 11001系（モハ11009 - ）
- 西日本鉄道 - 1000形（大牟田線）、20形（大牟田線）

後年になって、関東地区でも貫通扉がない事が運用上で様々な支障をもたらす事が表面化し、結果として昭和30年代中ごろまでに流行は終了した。既存車両についても、まず東武鉄道が貫通扉設置改造に着手し、その他の会社も次第に前面貫通化改造した例が多く見られた。路面電車でも、都電7000形電車などで3枚窓形態に改造した例がある。
しかし近年に至るまで湘南スタイルを採用し続けた事業者も存在し、京王帝都電鉄では井の頭線用3000系電車が1988年まで、西武鉄道では3000系電車が1987年まで、それぞれ湘南顔で製造され続けた。京阪電気鉄道では1979年に登場した2代目500型電車以降、大津線向けにセンターピラーによる連続窓ながら正面2枚窓の車両を導入し続けている（地下鉄直通用の800系電車を除く）。さらにローカル私鉄では、福井鉄道が2016年（平成28年）に休車になるまでまで200形電車を運用していた。またそれの派生型となる130形電車もよく似た形状であった。上信電鉄が2013年（平成25年）に7000形電車を登場させた。
国鉄車両では、157系電車がこのデザインに2,950mm幅車体・高運転台・パノラミックウィンドウを採用した亜種もしくは発展型と捉えられ、さらに117系電車および185系電車へと発展した他、JR貨物のM250系電車でも類似したデザインが採用された。また、JR四国の5100形電車ではセンターピラーによる連続窓ではあるものの、低運転台で鼻筋の通った傾斜形2枚窓とされ、湘南スタイルの基本デザインが踏襲されている。
なお、2代目湘南電車としての位置づけがなされている153系電車は、本系列の欠点である非貫通形を廃して機能的な貫通型へ形状を一新したが、側面にかけての後退幅は継承する形で設計された。
この他、小田急1700形3次車や2200形、京阪500型電車 (初代)（更新後）、西鉄313形電車およびEH10形電気機関車も正面2枚窓で湘南スタイルの影響を受けてはいるが、傾斜が無く鼻筋も通っていない形態の為、本項では除外する。

## 廃車
1976年（昭和51年）度
- クハ86形

86004・86049（名カキ）

1977年（昭和52年）度
- モハ80形

80002・80095・80096・80100・80113 - 80115・80228 - 80230・80237 - 80241・80244・80251・80301・80305・80327・80329・80367・80380（静シス）
80003・80005・80009・80010・80012 - 80015・80023・80043・80066・80083・80084・80089・80102 - 80108・80110 - 80112・80116・80117（名カキ）
80004・80016・80022・80026・80030・80032・80034・80048・80069・80071・80092・80204・80205・80211・80333・80334・80381（広セキ）
80017 - 80019・80027 - 80029・80035 - 80038・80045・80047・80050・80051・80054・80068・80070・80072・80074 - 80076・80081・80086 - 80088・80098・80099・80101・80236・80252 - 80256（岡オカ）
80024・80080・80082・80207・80250・80395・80396・80399（長モト）
80039・80040・80042・80044・80046・80057 - 80060・80063 - 80065・80215・80220・80321・80339・80368・80371（広ヒロ）

- クハ77形

77001・77006（高シマ）

- クハ85形

85005・85007・85019（岡オカ）
85009・85013・85017（広セキ）
85018（広ヒロ）
85100・85101・85300（長モト）

- クハ86形

86001・86006・86016・86022・86024・86027・86043・86044・86060・86064・86100・86101・86323・86341（広セキ）
86002・86005・86010・86011・86013・86015・86017・86028・86033・86040・86117・86310（広ヒロ）
86003・86007 - 86009・86014・86018・86025・86029・86030・86034・86036・86050・86051・86053・86055・86057・86059・86062・86118 - 86122・86124・86126・86129・86130・86137（岡オカ）
86019・86035・86037・86039・86046 - 86048・86052・86056・86058・86066 - 86068・86076・86077・86079・86084・86138（名カキ）
86082・86102 - 86106・86111・86113・86127・86128・86136（静シス）
86333・86355（長モト）

- サハ85形

85002・85025・85027・85031（岡オカ）
85014・85021・85026（広ヒロ）
- サハ87形

87005・87014・87016・87024・87305（広ヒロ）
87006・87019・87020・87022・87025・87028・87039・87041・87300・87301・87309・87315・87319 - 87321（名カキ）
87008（広セキ）
87012・87021・87029 - 87036・87038・87040・87042・87044 - 87046・87102・87104・87113・87308・87310 - 87314・87318・87322（静シス）
87026・87326（長モト）
87119（岡オカ）

1978年（昭和53年）度
- モハ80形

80006 - 80008・80011・80021・80025・80031・80033・80041・80052・80053・80055・80056・80061・80062・80073・80077・80078・80090・80091・80097・80200 - 80203・80208・80213・80214・80216・80219・80221 - 80223・80318・80319・80324・80335 - 80338・80369・80370・80374・80394・80398（広セキ）
80020・80049・80079・80085・80093・80094・86209・80210・80212・80218・80247 - 80249・80315・80382・80390・80851・80852（長モト）
80067（広ヒロ）
80109・80233 - 80235（名シン）
80245・80246・80344・80347・80351 - 80356・80360 - 80364・80375 - 80378・80385 - 80388・80401 - 80425（岡オカ）

- クハ77形

77000・77002 - 77004（高シマ）

- クハ85形

85008・85015・85016・85022・85023・85035・85106・85111（広セキ）
85028・85032・85034・85107（名シン）
85033・85102・85103・85105・85110・85301（長モト）

- クハ86形

86012・86020・86021・86023・86026・86032・86038・86045・86061・86107・86109・86110・86114・86116・86123・86125, 86133・86135・86324 - 86326・86328・86330・86331・86335・86336・86344・86345・86352（広セキ）
86031・86054・86131・86132・86134・86139 - 86142・86318・86320 - 86322・86350・86351・86356 - 86365・86367 - 86373・86375（岡オカ）
86041（広ヒロ）
86070・86073・86343・86349（長モト）

- サハ85形

85001・85004（新ナカ）
85101（名シン）

- サハ87形

87002・87007・87009 - 87011（新ナカ）
87003・87004・87027・87105・87106・87328（長モト）
87013・87015・87017・87018・87023・87037・87043・87047・87110（広セキ）
87109・87112・87114 - 87118・87324・87325・87327・87329 - 87331（岡オカ）

1979年（昭和54年）度
- モハ80形

80224・80227・80242・80801・80802・80805・80810（名シン）
80306・80328・80346・80348（静シス）

- クハ85形

85303・85304・85307・85308（名シン）

- クハ86形

86065・86071・86078・86312（名シン）
86108・86112・86115（静シス）

- サハ85形

85102・85103（名シン）

- サハ87形

87001（静トヨ）

- クモユニ81形

81001・81002（岡オカ）

1980年（昭和55年）度
- モハ80形

80206・80225・80226・80231・80232・80243・80400・80800・80803・80804・80806 - 80809・80811 - 80813（名シン）

- クハ85形

85109（静シス）
85302・85305・85306・85309 - 85311（名シン）

- クハ86形

86063・86069・86072・86074・86075・86080・86303・86316・86327・86337（名シン）

1981年（昭和56年）度
- クモユニ81形

81003（長キマ）

1982年（昭和57年）度
- モハ80形

80303・80307・80308・80312・80313・80316・80342・80348・80389・80393（静トヨ）

- クハ86形

86304・86311・86314・86315・86317・86319・86332・86340・86346（静トヨ）

1983年（昭和58年）度
- モハ80形

80300・80302・80304・80309 - 80311・80314・80325・80326・80340・80341・80343・80345・80349・80350・80365・80373・80379・80384・80391・80392（静トヨ）

- クハ85形

85104・85108（静トヨ）

- クハ86形

86300 - 86302・86305 - 86309・86313・86329・86334・86338・86339・86342・86347・86348・86353・86354・86366（静トヨ）

- クモニ83形

83101 - 83103（静トヨ）

1985年（昭和60年）度
- モハ80形

80001（広セキ）

## 保存車

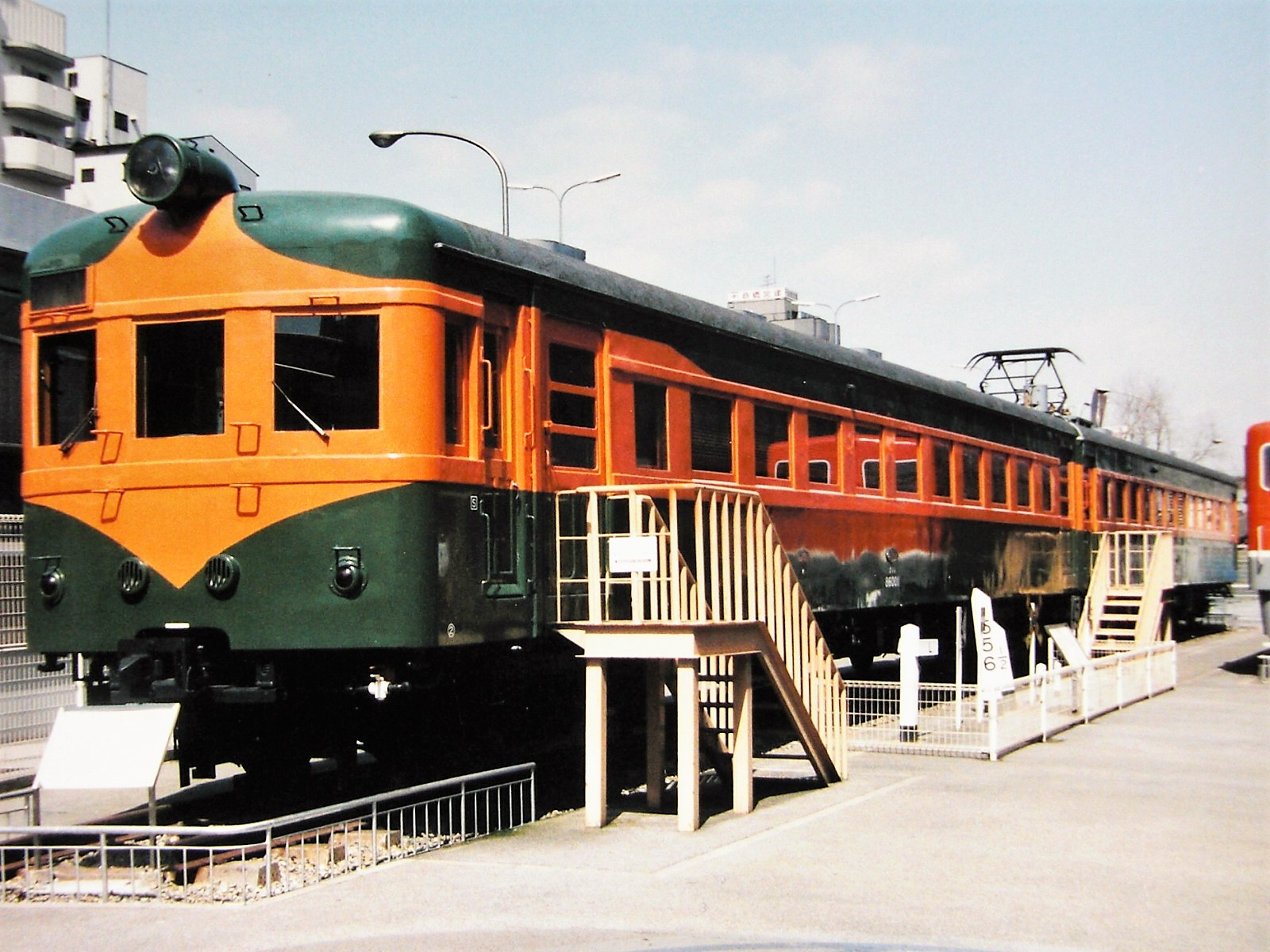
クハ86001・モハ80001
交通科学博物館時代

モハ80001・クハ86001
2016年4月29日より、梅小路蒸気機関車館を拡張してオープンした京都鉄道博物館で保存展示されている。新幹線に至る日本の電車発達史上における価値の重要性を認められ、1986年10月14日に準鉄道記念物に指定された。
- 代表形式であるモハ80形とクハ86形それぞれトップナンバーの2両は、広島地区での山陽本線・呉線運用を最後に廃車されたが、車両保存に理解のあった当時の関係者の判断で保存先が未決定のまま長期間にわたり放置されたものの柳井駅構内に保管されていた。なおモハ80001は、1985年まで車籍が残ったままの留置で本系列としては最後の廃車車両である。
- 1986年から大阪市港区弁天町の交通科学博物館で2014年4月の閉館まで静態保存されていた。
- 当初は、前照灯など一部のみ手直ししただけの現役当時に近い状態での保存であり、クハ86001は前面窓がHゴム支持で側面窓枠がアルミサッシのままであったが、後に不徹底な形態ながら、一応の復元作業が行われた。

本系列の保存車はこの2両が唯一であり、日本全国の鉄道界に湘南形ブームを巻き起こした前面2枚窓のグループは廃車後、全ての車両が解体された。ただし、次項で解説するレプリカなどが存在する。

### レプリカ・その他
藤沢駅KIOSK
2006年3月17日に東日本旅客鉄道（JR東日本）東海道本線東京口から3代目「湘南電車」113系が撤退するのにあわせ同年3月10日に同駅3番線・4番線ホームにクハ86形を模したレプリカが落成した。なお、車両番号はクハ86023を記載する。
185系電車大宮総合車両センター所属OM03編成
2010年9月にJR東日本が「草津」運行開始50周年キャンペーンの一環として、本系列を模した塗り分けの湘南色に変更を実施した。
小山病院（現在：小山クリニック）
西武池袋線石神井公園駅近くにある病院に設置されていた、クハ86形300番台の実物大レプリカ。車両番号は実在車両の隙間を埋める形でクハ86374となっていた。扉や窓枠など部品の一部は実際の製造メーカーに発注して実物を使用。塗装は三鷹電車区（現在：三鷹車両センター）の作業員が担当し、1958年に完成した。内部は診察室や事務室になっており、地元では「電車の病院」として親しまれた。2009年9月に病院の移転により解体された。
東急東横線祐天寺駅そばにある鉄道カレー店「ナイアガラ」
ボックス席の一部に80系300番台の廃車発生品を使用している。